# 港鐵中期翻新列車
港鐵東鐵綫中期翻新列車（英語：Mid-Life Refurbishment Train，MLR，或稱中期翻新電動列車，鐵路迷稱「烏蠅頭」；翻新前稱為都城嘉慕列車，坊間稱為「電氣化火車」、「火車」、「黃頭」、「九廣鐵路車王」）是一款曾經於港鐵東鐵綫上行走的通勤型電動列車，為九廣鐵路公司第一款以及香港歷史上第二款通勤型電動列車，列車在1982年5月6日，九龍總站至沙田車站電氣化完成而投入服務，並成為九廣鐵路電氣化後的早期主力車型。隨著兩鐵合併，九廣鐵路公司通過與地鐵有限公司簽訂的經營權協議，授予香港鐵路有限公司於2007年12月2日起繼續使用。本車型也曾經是全港最長的電氣化列車（12卡）。2022年5月6日，本列車在東鐵綫上作最後一次服務後退役，並由港鐵東鐵綫現代列車全面取代，結束40年的歷史任務。

## 概要
這款由英國都城嘉慕製造的列車是配合九廣鐵路英段電氣化工程而購入的。這款列車在服役初期，由於未有安裝為車廂供電的蓄電池，因此在通過兩段電纜間的中性區時不能為車廂提供照明。其後九鐵為列車加裝有關系統，才令列車通過中性區時能把電源切換至電池以維持車廂的照明。
此類列車共購入354卡，當中E44（車卡編號144-244-444）因無法併成一組12卡列車而未翻新，收藏於何東樓車廠，於2002年7月27日最後一次「慈善之旅」後再沒有行駛，近年才獲港鐵復修，並於2021年11月27日邀請部分團體參觀，隨後再於2024年4月起作臨時展出；E45首兩卡（當時車卡編號為234和235）因1984年的意外而報銷，餘下完好的233號車卡於1987年取代在何東樓車廠內撞毀屬於E58組的272號車卡，成為今天的458號車卡。
此款的首批列車於1981年4月12日運抵香港，而首批180卡均於英國完成組裝後，直接付運至九鐵。至1986年，都城嘉慕於地鐵九龍灣車廠設立為增購車組裝的工場，後期訂購的174卡改為以散件形式發運至九龍灣車廠組裝，然後才使用貨櫃車把組裝完成的列車運往九廣鐵路九龍貨場（現紅磡貨場）。

## 歷史

### 購置及投入服務

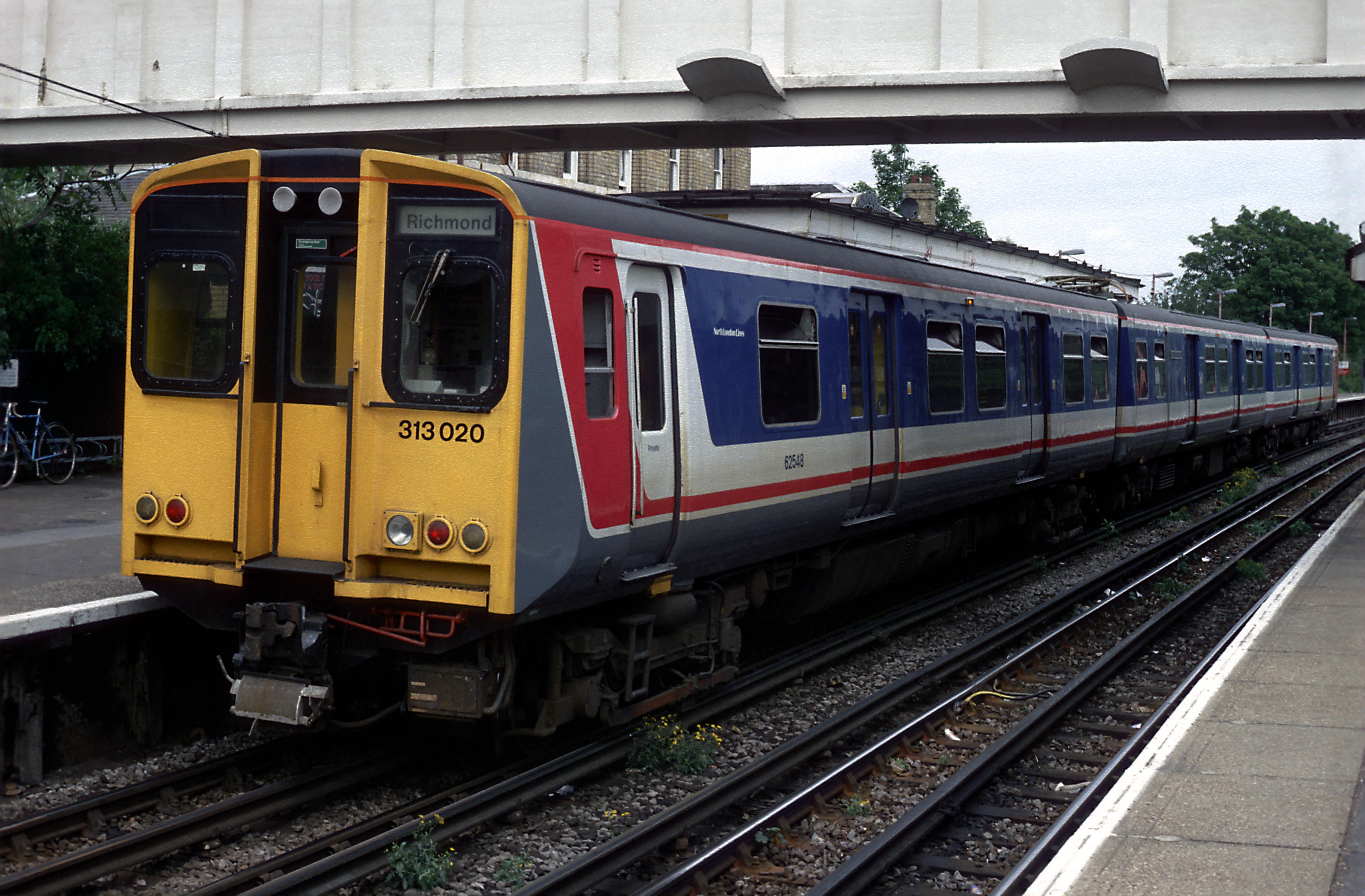
英國鐵路313型電力動車組為九廣鐵路都城嘉慕近郊型3094 Stock電動列車其中一款設計參考對象。

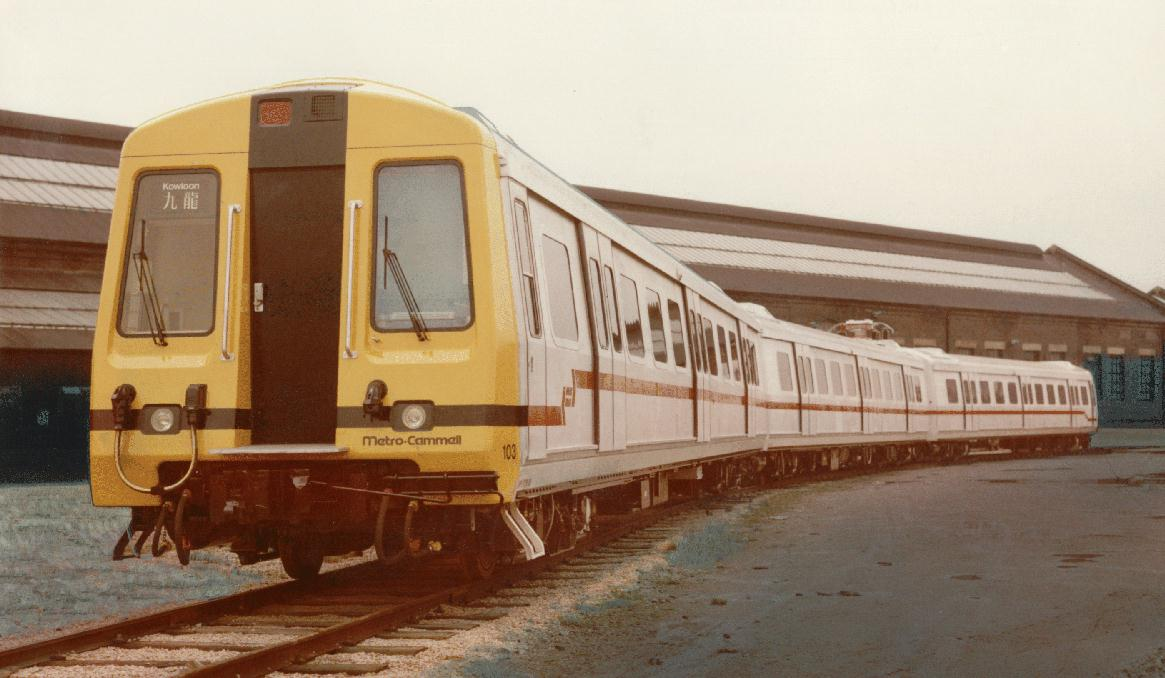
英國廠房拍攝的九廣鐵路都城嘉慕列車

為配合九廣鐵路英段於1978年年中至1983年進行的電氣化工程，當時工務司署決定招標引進第一批共45組3卡的電氣化火車。1978年11月，香港政府開始審視來自四間投標者的標書，包括日本的伊藤忠商事、霍克薛利加拿大（Hawker Siddeley Canada）、歐洲五十赫茲集團（50-Hz-Gruppe，法國、瑞士及德國合資企業）及英國都城嘉慕。最終經過磋商及篩選，九廣鐵路局向英國都城嘉慕引入了前後兩批共61組3卡（分別為E1-E61，當中E44現於紅磡站展出，E45因1984年的意外而報銷）的3094 Stock電動列車，該批列車在當時總值五億港元。
這款電動列車當初為近郊型設計，以當時的英國國鐵列車（包括313型、314型、315型、316型317型、318型、319型、445型(4PEP)、455型、457型、507型、508型）的設計為藍本，亦仿照英鐵塗裝標準將車頭塗為黃色，其牽引設備使用由 GEC牽引 提供給英國國鐵 MARK 3車型相近的牽引設備；因此走行音與這些列車均極為相似。但有以下分別：
- 使用與市區綫現代化列車相近的車身外觀，但地板較矮（由離軌道面1250毫米調成1067毫米）使車廂樓底較高、以及尺寸較大；
- 車廂每側設3對車門，而非英國本土的2對車門；
- 車門為外置門，非英國本土的內藏門；
- 座位較為密集。

1981年4月，首列共三卡的近郊型電氣化火車運抵香港。電氣化火車在投入服務時分為近郊型（Sub-urban，共16列）及遠郊型（Ex-urban，共29列）兩款列車，近郊型列車服務九龍站至沙田站之間，遠郊型列車服務九龍站至羅湖站之間。當時，遠郊型列車的第一卡車分為三部分，車卡的首四分一部分為不設任何座位的行李卡，第二部分為佔一半的頭等車廂，第三部分為佔四分一的普通等車廂。普通等與頭等車廂之間，設有兩個洗手間。行李卡設有行李托運服務，當時九鐵公司在電氣化火車全線通車後，禁止乘客將大型行李及電器等物件放置於車廂內，必須購買每張HK$10的行李車票把大型物件托運在行李卡內。
1982年5月6日，九龍站至沙田站間的電氣化工程完成，電氣化火車投入服務，每10分鐘一班。1983年5月2日，沙田站至大埔墟站的第二期電氣化工程完成，電氣化火車服務延長至大埔墟站。當時，近郊段電氣化火車服務加密至6分40秒一班，遠郊段電氣化火車服務則為20分鐘一班。列車安排方面，九龍站1號及2號月台開行近郊型火車至沙田、3號月台開行遠郊型火車至大埔墟、4號及5號月台開行柴油火車至羅湖。
1983年7月15日，大埔墟站至羅湖站的第三期電氣化工程完成，九廣鐵路（英段）全線完成電氣化。在7月15日晚上開出最後一班本地客運柴油列車後結束服務，翌日起九鐵本地線客運全線以電氣化火車運行。
初期電氣化火車設有顯示和合石的卷軸路線牌，但實際上從未駛入過，因為和合石支線未有鋪設電纜，而且月台太低，無法上落客，設有和合石的路線牌只是因為在訂購電氣化火車時該支線仍未停辦。另外，初時頭等車廂上部的排水坑上都有黃色帶標記，但於1980年代後期，九鐵一度將部份頭等車廂改以紅色帶標記示人，並改動車身上的紅色帶，與上方的紅色帶標記連在一起，惟於幾年後改回黃色帶標記。

### 通勤化改裝

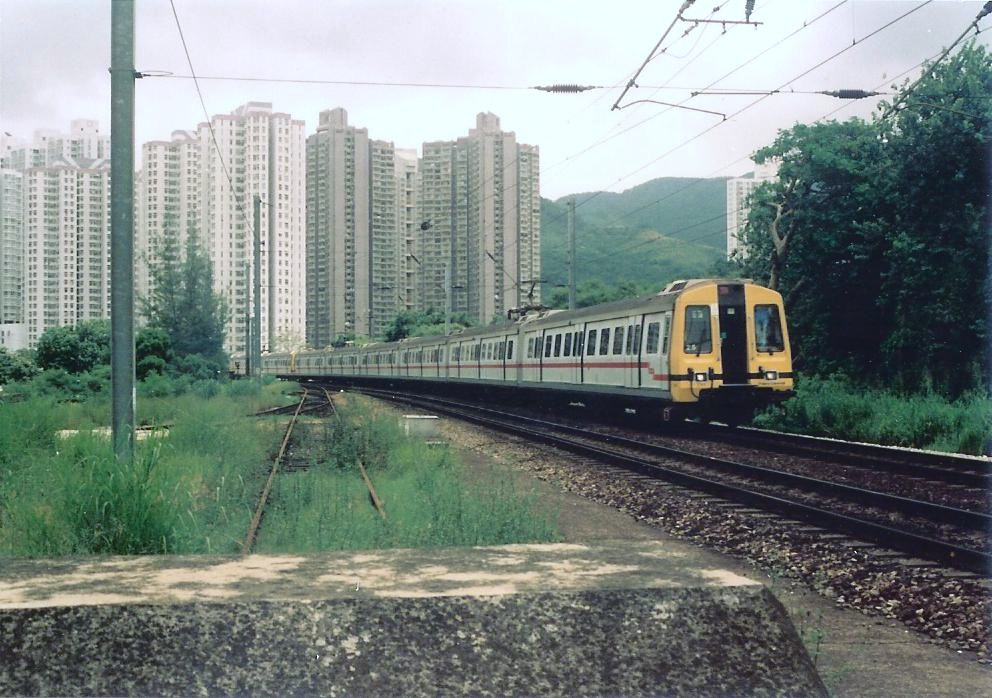
翻新前的列車駛經大埔香港鐵路博物館對出

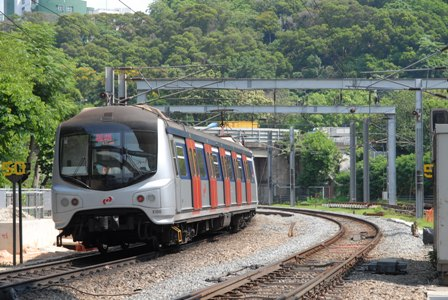
翻新後的列車駛離紅磡站（兩鐵合併前）

九鐵為配合電氣化計劃和新界人口增長，於1986年增購了25組3卡列車，稱為K01 Stock（編號E62-E86），又於1988年增購了9組6卡電動列車，稱為K03（編號E87-E104）。其後，再於1989年增購了7組6卡電動列車，稱為K05 Stock（編號E105-E118），並開始計劃將列車編組改為12卡一列，以應付客量增長（6卡電動列車如有緊急維修，可以3卡為分拆兩組）。其中部份6卡電動列車車組，在緊急時候可以實施電力資源共享的功能。
1986年，3094 Stock車上第一卡的廁所在通勤化改裝中被拆去。
1991年2月至12月，85組3卡列車，陸續展開車廂改裝工程。大致改動如下：
- 設有駕駛室的普通等車廂（101-144、146-186、301-316、359-386），座位數目由68（E62-E86）／84（E1-E61）個減至42個，同時亦增設了一個輪椅專用位置。
- 41組設有頭等車廂的列車（E17-E44、E46-E58）中，其中11組（E17、E20-E29）的頭等車廂改裝為全普通等，車廂編號亦由417、420-429更改為517、520、321-329；其中3組（E30-E32）的頭等車廂初期改裝為全普通等，車廂編號由430-432更改為330-332，後來於1993年再改裝為全頭等車廂，車廂編號回復為430-432，因此座位數目改為56個；至於另外27組（E18、E19、E33-E44、E46-E58）的頭等車廂原本後半部分仍是普通等車廂，改裝後頭等車廂擴充為佔整節車卡，頭等座位由32個增加至56個。
- 增加每抽列車的車卡數目，由原本的6卡或9卡統一增至12卡（以重聯方式實現）。

### 列車中期翻新工程

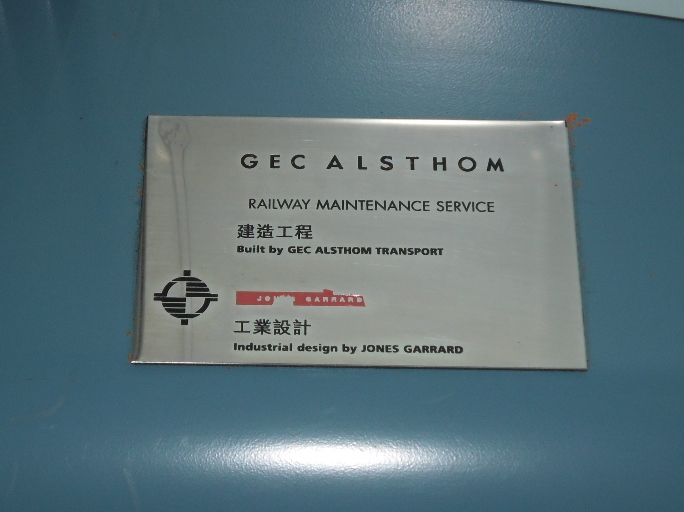
中期翻新工程由法國阿爾斯通負責的製造名片。

這款列車於1996年起進行中期翻新延命工程，列車外觀和車廂內部皆獲徹底更新。翻新工程由收購英國都城嘉慕的法國通用電氣-阿爾斯通負責，並由英國Jones Garrard與東鐵部鐵路車輛設計科為翻新列車進行工業設計，曾獲得該年英國設計業務學會的最有效益設計獎。經翻新後的車頭改為較流線的密封式設計，而原本在車頭的逃生門則被取消，改為在車卡兩側安裝折疊式的逃生樓梯，由下行方向起的第1、第7和第12節車卡的中門下方均設有折疊式逃生梯。車頭除改為曲面外，車頭擋風玻璃改為三片及增大面積，配色亦改為銀灰色，故鐵路迷根據其外觀稱之為「烏蠅頭」。
為配合由近郊型轉變為通勤型的列車設計，每節普通等車廂由每邊三趟門增至五趟門，以提升乘客上落的流量，頭等車廂的車門則改成兩趟門，其中一趟只用作緊急逃生用途，平時並不會打開，而新增的車門都是電動式車門。普通等車廂除車卡兩端的座位外，其餘對向座位都改為橫向座位，令普通等車廂的通道寬度增加，提供更多空間容納更多站位乘客，普通等的不銹鋼座椅表面有方形防滑壓紋。頭等車廂的座位增至72個，座椅由灰色高背仿皮座位更換為港鐵巴士款式的絲絨高背座位。車廂的地板改以湖水綠和青色碎花為主調，近車門位置則為有凸紋的紅色半圓設計，扶手改為中端漆上紅色及附有防滑壓紋，每節車廂內都加設自動資訊顯示系統提供乘客資訊，用於顯示列車報站，提示不准吸煙等守則，以及在車程較長的路段提供溫度和時間的訊息。
在列車編組方面，所有列車均統一為6卡一組，編組可隨意以每6卡為一組調動（6卡編組可參見車組排序一節），全列列車亦統一為共12卡，列車的電力裝置也改為6卡為一組（集電弓及摩打除外），如果其中一組發生動力故障，屬於另一組的6卡仍可令列車行駛。有部分原本帶有駕駛室的車頭在翻新後置於編組中間後，因為駕駛室已失去駕駛列車的作用，為騰出作為載客空間，所以改造為車卡間的連接位，但有部份原設有駕駛室的車卡在改造後仍提供簡易的行車操作功能，以便列車在車廠內整修時進行調道操作。除頭等車廂在車卡連接處設有分隔門外，其餘車廂都改為全列貫通。
列車的信號系統由原AWS系統更換至英國通用電力-阿爾斯通的TBL 2（ATP）系統，並於2002年在此系統基礎上增加ATO功能（但東鐵線仍設有AWS系統，只供韶山8型電力機車及其牽引的直通車車卡使用）。
編號5XX的車廂，除了包括「中期翻新」前列車的編號5XX車廂外， 亦包括部份拆除了駕駛室的原編號3XX車廂。編號6XX的車廂，則是以拆除了駕駛室的原編號1XX車廂改裝而成。
首列經中期翻新的列車於1997年1月底投入服務，初期採用深藍色車門和藍綠色做主調。不過有乘客聯絡小組的委員批評「死人藍」不吉利後，到1998年經翻新的列車轉為紅色車門和藍色做主調。1999年10月31日，翻新前的列車最後一次載客並舉行榮休之旅告別，之後所有列車的中期翻新工程於1999年底完成，並於2000年1月13日由時任九鐵主席楊啟彥及阿爾斯通香港區代表共同主持竣工典禮。

### 未獲翻新列車

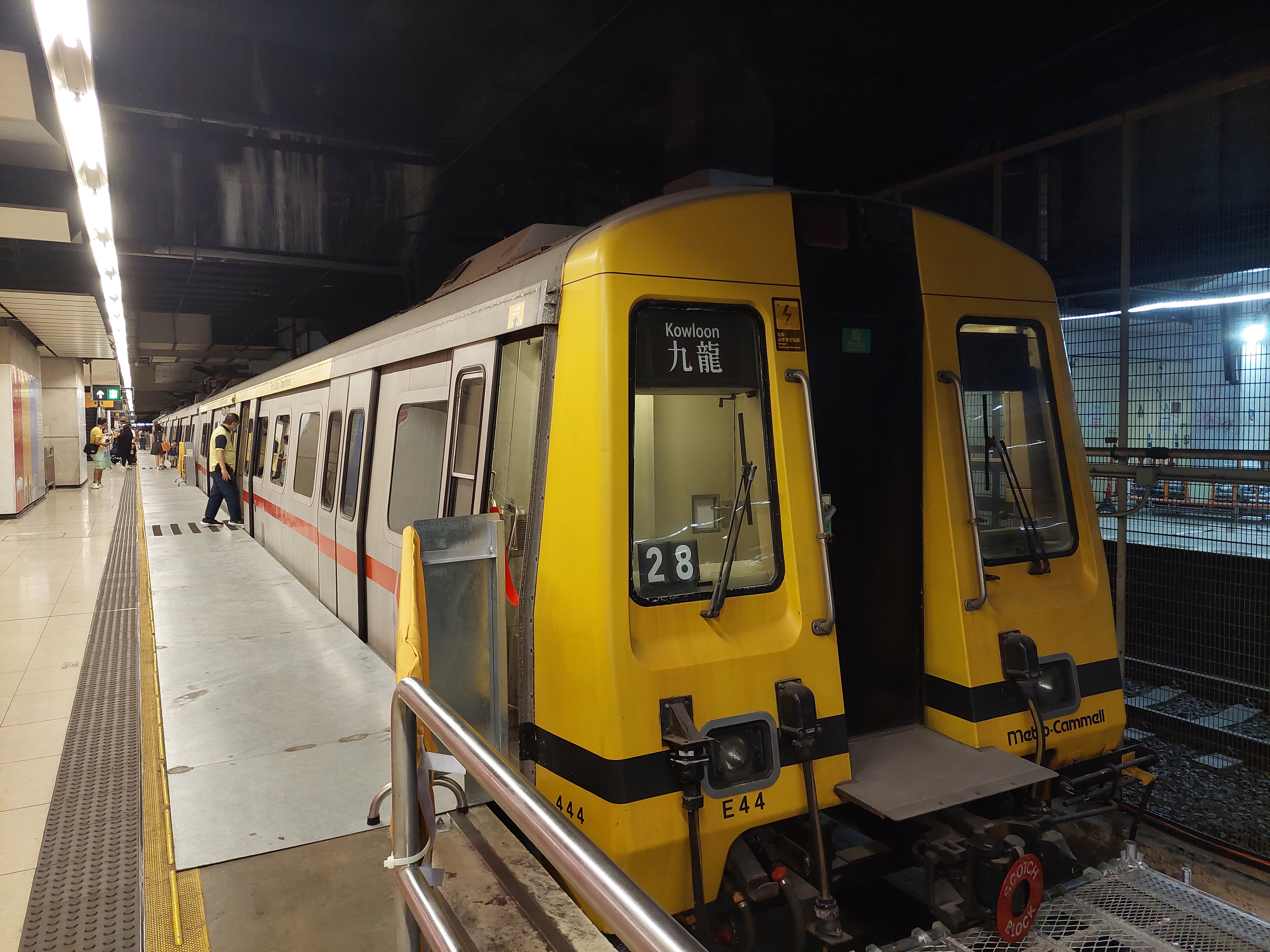
沒作改動的E44的三卡列車，於2024年4月起在紅磡站「站見」展覽中展出

唯一沒作改動的，E44的三卡列車因無法併成一組12卡列車而未翻新，曾長年存放於港鐵何東樓車廠內。到2018年1月，Facebook專頁「無人之境 Abandoned HK」稱收到消息指列車將被拆毀，其後網民質疑港鐵為何要拆毀火車，同時提議將該列車放入博物館展出。港鐵澄清，該列車現階段並無計劃將其棄置。而在同年10月，此列車仍停泊在何東樓車廠北面出入線，但車門已被拆去。
2021年6月起，該列車在何東樓車廠開始進行復修工程，包括重新安裝駕駛室專用的車門、轉向架和集電弓，並於8月中被拖至車廠南面出入線停泊。
港鐵在2021年11月27日邀請部分團體到車廠參觀該列車，同日在其官方Facebook公開復修期間的內籠，但沒有公佈之後處置安排。
2024年1月23日凌晨時分，該列車在何東樓車廠連同已退役的G16型柴油機車56號運往舊紅磡站5號月台，頭尾用了Eurorunner機車（8004 - 8005）運送。到4月18日港鐵宣佈自同月27日起在該處舉辦「站見」鐵路展，在星期六、日及公眾假期開放予公眾預約參觀，作為慶祝港鐵45周年活動之一；及後，展覽期延長至2025年尾，並增至一星期開放六天。

### 設備更新
儘管已經進行中期翻新，但列車的設備亦不時翻新，包括：
- 2005年6月起加裝多部液晶顯示器，配合新聞直線於2005年7月投入服務。
- 2005年8月為採購車輛SIV輔助逆變器進行招標，合同由株洲南車時代奪得，向九鐵提供118台TGF27型輔助逆變器，總值3,500萬元人民幣。
- 此批列車最初期使用AWS系統配合人手駕駛運作，九鐵因應服務需要，在後期改為使用列車保障行車系統（ATP）及最後實現列車自動駕駛系統（ATO），以提升班次的密度及準確度。
- 2006年加裝列車資訊監控裝置（TIS），方便車長在駕駛室控制列車上及監察列車運行狀況。
- 2007年，九鐵曾委託顧問公司為列車第二次中期翻新，以延壽至2035年進行研究。[25]但是，第二次中期翻新方案在兩鐵合併後旋即被否決。

### 兩鐵合併
隨著2007年12月2日兩鐵合併後，列車全數租予港鐵公司作鐵路營運之用，並由港鐵公司進行日常維修及清潔。港鐵為方便車長駕駛及統一形象，作出了多項改造：
- 兩鐵合併初期，列車貼紙只根據附例和路綫資料的變更而作小量修改。2009年1月，E90（190、290、590、589、289、689）及E76（653、253、453、676、276、376）的車廂和車門已率先試驗更換港鐵版本的貼紙。現在，所有東鐵綫都城嘉慕電動列車車廂和車門已更換為港鐵版本的貼紙。
- 同時，列車廣播格式根據路綫和車站名稱的變更而作少量修改。2009年7月，港鐵開始更換列車廣播的格式，東鐵綫首先更換並投入服務的是中期翻新列車E24（北行），新的廣播格式與前地鐵網絡列車的廣播格式看齊。2012年，每車站均加入「請小心月台空隙」的廣播。[26]同年底起，列車前往旺角東、九龍塘、大學或羅湖時，改為播放「請小心空隙，及留意月台與車廂地面的高低」。[27]
- 2011年為所有列車車門更換門膠，同時所有氣動門改裝為電動門；部分列車車輛在轉向架及機器設備區加裝降噪蓋板以降低列車行駛時所產生的噪聲；同时為所有MLR列車翻新駕駛室。
- 為讓乘客可以恰當使用座位，港鐵於2012年12月底在車廂座位上加設列明座位數目標貼，清楚列明座位數目（「3座位」、「4座位」）。[28]
- 港鐵於2013年8月底在南行第1卡及北行第12卡加設座位，填補原有行李托運服務使用的空間。
- 隨著東鐵綫逐步開始更換信號系統，港鐵於2014年5月底在所有中期翻新列車的頭尾兩卡加設設備櫃，該設備櫃內容納Trainguard MT新訊號系統機件，讓本型列車可於2021-22年過渡期時仍可正常運作，其中E61（361）/E110（1110）率先加設。[29]
- 2015年3月，引入港鐵統一開關門廣播音效，取代既有沿用多年之開門音效：
  - 開門音效：1995年至2015年3月13日為播放一次「叮......噹......」（音調為F5-D5），2015年3月14日起改為與月台同步播放統一開門音效「叮噹......叮噹......」（音調為A5-F5、A5-F5）（及後所有列車開門聲響均統一為港鐵近畿川崎列車列車音效標準）。
  - 關門音效：1982年至1992年期間為播放節奏急速的連續「嘟」聲三秒然後關門；1992年至1995年期間改為與月台同步播放關門音效，1995年至2015年3月13日則僅於月台從車門未關直至列車從月台駛走1/3為止期間播放，惟曾因音效過長遭噪音投訴。2015年3月14日起引入前地鐵式18下「嘟」聲於月台與列車同步播放，只於車門關閉期間播放，即回復於月台與列車同步播放關門音效（惟音效控制已由昔日「由月台發出廣播、列車同步播放」改為「由列車發出廣播、月台同步播放」）。

## 特點

### 電動及氣動門混用
翻新時部份車門並沒有改裝成為電動門，因此本列車部份車卡仍保留了一些氣動門（其開關門時速度及噪音均較市區綫現代化列車為低），但由於新增車門為電動門，故一個車卡混合兩種不同控制的車門現象並不罕有。氣動門在車門標號以P字作為記號。現時，港鐵已為所有列車改裝為新款的電動車門，但氣動門改裝的電動門關上剩下一條隙時不會稍作停頓，直接關上，而且門膠留下一條窄隙。

### 車廂佈局及長度
這款列車（MLR）雖然和現代化列車（M-Train）由同一車廠製造，但除電力規格外，車身設計亦有不同。例如座位佈置不同，令車門之間的距離及車卡與車卡之間的通道較M-Train窄；車卡長度及高度也不一樣，車窗比一般列車為矮。

## 列車編組
| 1系車廂 | O | X | O | X | X | 23750 | 47    | 275     |
| 2系車廂 | X | O | X | O | X | 23750 | 52    | 280     |
| 3系車廂 | O | X | X | X | X | 23750 | 47    | 275     |
| 4系車廂 | X | X | X | X | O | 23750 | 72    | 0       |
| 5系車廂 | X | X | X | X | X | 23750 | 51/52 | 280/281 |
| 6系車廂 | X | X | O | X | X | 23750 | 51/52 | 280/281 |

### 編組詳情
以4列3節車廂改裝的編組：

《往紅磡方向》1-2-5+6-2-5+6-2-4+6-2-3《往羅湖/落馬洲方向》
以1列6節+2列3節車廂改裝的編組：

《往紅磡方向》1-2-5+5-2-6+6-2-4+6-2-3《往羅湖/落馬洲方向》
| 東鐵綫中期翻新列車                                                   | 東鐵綫中期翻新列車                                                   |
| -------------------------------------------------------------------- | -------------------------------------------------------------------- |
| （E1）101-201-501-615-215-515-633-233-433-626-226-326（E26）         | （E2）102-202-502-616-216-516-642-242-442-675-275-375（E75）         |
| （E3）103-203-503-684-284-584-648-248-448-625-225-325（E25）         | （E4）104-204-504-611-211-511-641-241-441-666-266-366（E66）         |
| （E5）105-205-505-614-214-514-647-247-447-659-259-359（E59）         | （E6）106-206-506-686-286-586-652-252-452-668-268-368（E68）         |
| （E7）107-207-507-612-212-512-649-249-449-672-272-372（E72）         | （E8）108-208-508-617-217-517-634-234-434-669-269-369（E69）         |
| （E9）109-209-509-685-285-585-651-251-451-628-228-328（E28）         | （E80）180-280-580-610-210-510-631-231-431-629-229-329（E29）        |
| （E81）181-281-581-591-291-691-630-230-430-621-221-321（E21）        | （E82）182-282-582-679-279-579-632-232-432-624-224-324（E24）        |
| （E83）183-283-583-620-220-520-655-255-455-674-274-374（E74）        | （E88）188-288-588-587-287-687-637-237-437-662-262-362（E62）        |
| （E90）190-290-590-589-289-689-638-238-438-623-223-323（E23）        | （E92）192-292-592-613-213-513-654-254-454-670-270-370（E70）        |
| （E94）194-294-594-593-293-693-656-256-456-664-264-364（E64）        | （E96）196-296-596-595-295-695-657-257-457-677-277-377（E77）        |
| （E98）198-298-598-597-297-697-650-250-450-663-263-363（E63）        | （E100）1100-2100-5100-599-299-699-646-246-446-622-222-322（E22）    |
| （E102）1102-2102-5102-5101-2101-6101-635-235-435-660-260-360（E60） | （E104）1104-2104-5104-5103-2103-6103-658-258-458-678-278-378（E78） |
| （E106）1106-2106-5106-5105-2105-6105-639-239-439-627-227-327（E27） | （E108）1108-2108-5108-5107-2107-6107-636-236-436-665-265-365（E65） |
| （E110）1110-2110-5110-5109-2109-6109-640-240-440-661-261-361（E61） | （E112）1112-2112-5112-5111-2111-6111-618-218-418-671-271-371（E71） |
| （E114）1114-2114-5114-5113-2113-6113-619-219-419-667-267-367（E67） | （E116）1116-2116-5116-5115-2115-6115-653-253-453-676-276-376（E76） |
| （E118）1118-2118-5118-5117-2117-6117-643-243-443-673-273-373（E73） | （E44）144-244-444（E44）                                            |
| （E45）145-245-445（E45）                                            |                                                                      |

## 問題

### 技術問題
由於這款列車當年只作近郊客運服務，沒有預計會作通勤服務，因此列車的設計均以當時的英國國鐵動車組為設計藍本，最大加速度較低（2.52km/h/s，滿載時的加速度只會有1.8km/h/s），而SP1900列車的最大加速度較高（3.6 km/h/s），所以在ATO尚未應用於東鐵綫時，在後方的SP1900列車往往能夠追趕在前方的這款列車，以致SP1900列車投入九廣東鐵的早期，九廣東鐵的班次不穩。故此，在ATO應用於九廣東鐵後，SP1900列車也需調校至同樣的加速度，令東鐵行車時間不能因應SP1900列車之營運而減少；另外，在役晚年自2021年2月6日採用新信號系統後，如果前面為本型號列車，但後方為東鐵綫現代列車，有機會與兩者距離收窄，尤其繁忙時間都會出現此情況。
本列車行駛隧道時動力車卡內的噪音大約高達 80 分貝。
2005年東鐵一列南行列車駛到火炭站時，車底的電動空氣壓縮器支架鬆脫，九鐵其後檢查全列車的116個壓縮器，共發現9個壓縮器支架出現裂紋，但無向政府匯報。九鐵於事件在2006年1月嚗光後已為所有壓縮器加上尼龍索帶及U形托架承託以防止鬆脫，由於事出突然，故加上的都是彩色尼龍索帶，被傳媒和乘客覺得列車「好化學」（意即容易破爛），淪為笑柄。但其後再發現有80個車底部件有裂紋。經過初步調查之後發現，東鐵列車在2003年改用ATO（在1998年已投入服務的TBL 2 信號系統為基礎上增加）後，對列車組件增加達1倍的壓力。而且部分焊接位焊接不妥，要剷走油漬才發現裂紋。另外，車輪與路軌的接口並非完全吻合而產生震動，令列車懸掛系統可能產生裂紋。九鐵主席田北辰於2006年1月14日表示，管理局將每晚開會，確保東鐵可以安全行駛後才會提供服務，並承諾如再有主要組件或其綑綁的尼龍索帶鬆脫，九鐵將即時決定東鐵全線停駛。最後，九鐵於2006年1月15日獲政府批准，使東鐵改以人手操作，但東鐵由羅湖到尖東的行車時間會增加1.5分鐘，而早上繁忙時間的班次將由每小時24班減到23班，其後更一度減到每小時21班。經過深入的徹底調查，九鐵確定列車自動操作系統並非導致出現裂紋的直接因素，並於2006年8月6日獲政府批准，恢復東鐵以自動操作系統運作。 由此可見，此列車改為通勤服務後，車底組件承受壓力大大增加，當乘客量不斷上升時，車底組件壓力亦不斷上升，機件問題亦隨之而大大增加。
此外，在尖東站曾經仍是東鐵綫行走的年代，因列車可行駛的最大坡度為千分之二點五（動拖比例：4：8），列車客滿時或會未有足夠力量上斜到紅磡站（反而九龍南綫通車後，尖東站成為了西鐵綫的中途站，而東鐵綫的終點站更改為紅磡站，所以尖東站駛經的列車改用SP1900列車仍然有足夠的力量上斜到紅磡站）所以未來當東鐵綫延伸過海，預期本列車亦不能行走需上斜及下斜的過海路段，加上車齡已高，因此港鐵公司已就東鐵綫延綫過海向南韓現代Rotem購置37列9節編組新列車以取代本列車，成為未來東鐵綫的主力列車車型。

### 可載客量較低

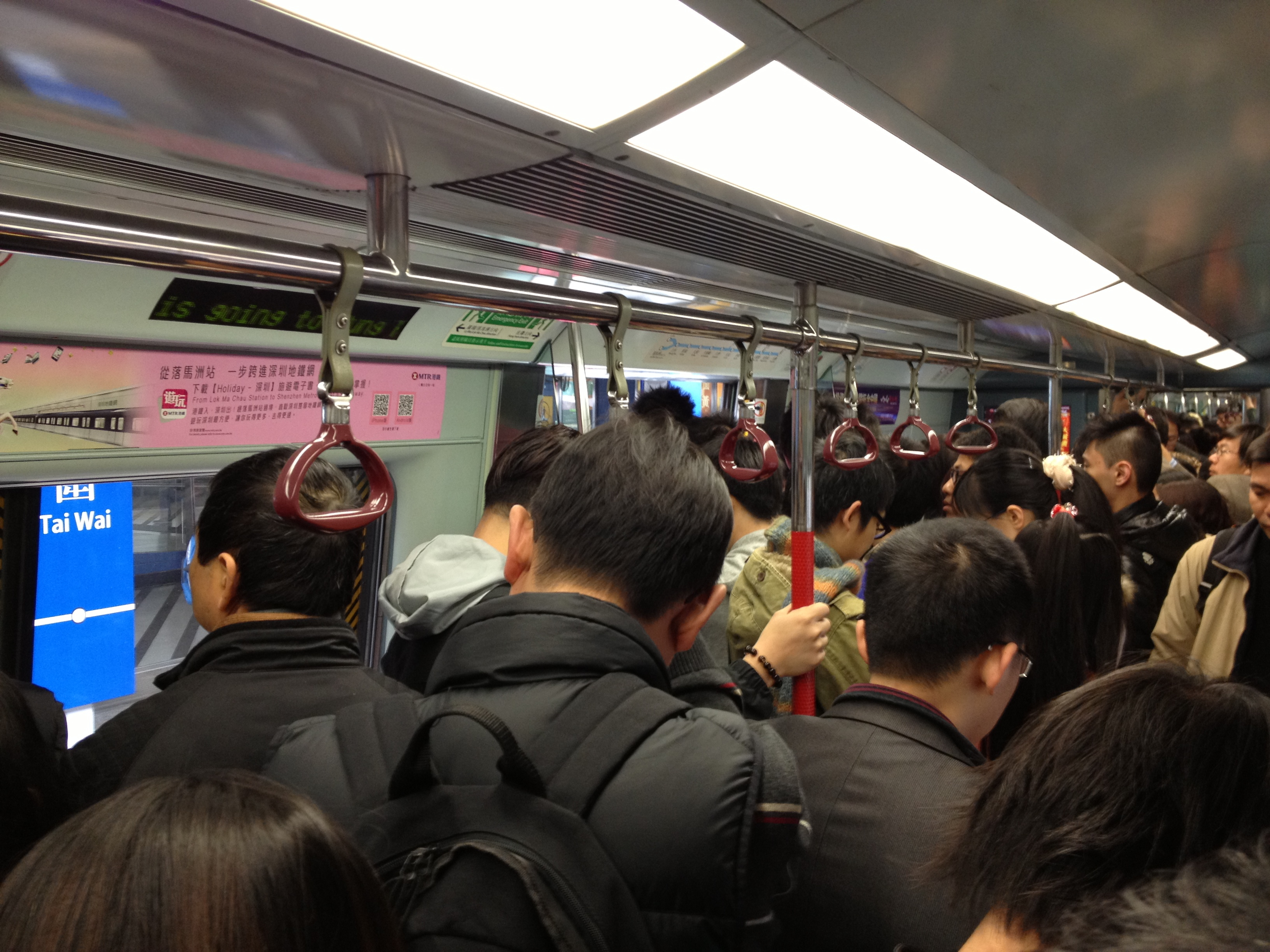
列車上的人潮

儘管這款列車每節普通等車卡可以載客329至332人，但因其原本是近郊型列車的設計，沒有預期乘客會頻密上落，車門的位置並不像地鐵列車分佈平均，即使翻新時將車門由每側三道增至五道，但車卡兩端仍是沒有車門，乘客只集中於車門與車門間近中央的位置，加上車卡間連接的通道狹窄，不便於乘客走到較少人的車廂，使其載客量仍比地鐵列車為低，更比SP1900列車低接近100名乘客。此項亦為東鐵綫經常有乘客需在月台上候車多於一班車的原因之一。

## 其他
日本一套名為的鐵路車輛比賽遊戲，也收錄了翻新前的電氣化火車。
另外，E9/E28及E102/E60編組全車曾於2008年北京奧運時貼上海爾集團的廣告，成為東鐵綫首個全車身商業廣告，並於北京奧運結束後落畫。
1989年電影《賭神》高進被南哥追殺的一幕是在未翻新的「黃頭」列車取景的，片中因高進（周潤發 飾）按動「緊急煞車掣」被坊間稱為「賭神掣」，後因不少乘客模仿導致列車發生意外，最後鐵路公司只好把「賭神掣」密封。
2021年電影《媽媽的神奇小子》中，以合成影像方式將未翻新的「黃頭」列車呈现。

## 退役
九鐵在奪得沙中綫的營運權後，於2004年改用1990年代的方案，將東鐵綫修改為直接跨越維多利亞港，由紅磡站連接第四條過海隧道直達香港島。屆時列車編組將由現時的12卡為一列改為9卡為一列，新車的合約編號為1141B，已於2012年12月14日批出合約，由現代Rotem奪得及負責37部新車的設計、供應、製造及營運測試。每列新車只設有9卡車廂，主要在南韓設計及製造。
當屯馬綫於2021年6月27日起全綫通車後，東鐵綫現代列車亦會開始在東鐵綫陸續投入服務，而29列本型號列車（不包括無法改裝的E44）會陸續全數退役，預期列車退役時均已損耗嚴重，將會全數拆解。而港鐵亦已在2017年9月，就本型列車的出售合約進行招標（合約編號為Q052832），並已於同年12月15日下午2時截標。
2019年9月17日，一列港鐵中期翻新列車在紅磡站咽喉區軌道脫軌，有三節車廂被甩開並撞毀鄰近的西鐵綫路軌止衝擋，事後出軌的車卡退役。
2019年11月13日，當日三罷運動第三天期間，一列港鐵中期翻新列車在大學站被示威者破壞，車廂內遺留被打碎的玻璃及燒著的痕跡，肇事列車其中8個車卡報銷，屬於首批退役的列車。
2020年2月9日起，在紅磡站附近出軌而損毀的列車的三節車廂、在上水站被破壞的車廂及在大學站遭破壞的列車的其中八節車廂正式除籍，被拆分及鋸成多段後逐步從何東樓車廠運往元朗一家劏車場回收。
2021年2月1日，港鐵宣佈新9卡列車將會在2021年2月6日投入服務，並於同日起啟用新訊號系統。
2021年3月起，港鐵中期翻新列車開始逐步退役，港鐵委託承辦商處理退役的列車。退役列車被拆分和鋸開為多段後送往劏車場。有鐵路迷認為港鐵可考慮保留並活化列車作為紀念；而港鐵公司則表示將探討社區捐贈的可能性。其後將部分組件送予長者中心和學校等，經改裝後作休憩和教學用途。
2021年12月15日，隨着退役編組數目增加，本車型數目減少至全盛時期的一半以下，到2022年5月6日全部正式退役。
| 2020年、2021年退役编组                                            | 2020年、2021年退役编组                                            |
| ----------------------------------------------------------------- | ----------------------------------------------------------------- |
| 192-292-592-613-213-513-654-254-432-670-270-370（E92/E70）        | 1118-2118-5118-5117-2117-6117-643-243-443-673-273-373（E118/E73） |
| 102-202-502-616-216-516-642-242-442-675-275-375（E2/E75）         | 107-207-507-612-212-512-649-249-449-672-272-372（E7/E72）         |
| 1116-2116-5116-5115-2115-6115-653-253-453-676-276-376（E116/E76） | 181-281-581-591-291-691-630-230-430-621-221-321（E81/E21）        |
| 192-292-592-613-213-513-654-254-432-670-270-370（E92/E70）        | 1118-2118-5118-5117-2117-6117-643-243-443-673-273-373（E118/E73） |
| 188-288-588-587-287-687-637-237-437-662-262-362（E88/E62）        | 182-282-582-679-279-579-632-232-432-624-224-324（E82/E24）        |
| 180-280-580-610-210-510-631-231-431-629-229-329（E80/E29）        | 183-283-583-620-220-520-655-255-455-674-274-374（E83/E74）        |
| 108-208-508-617-217-517-634-234-434-669-269-369（E8/E69）         | 104-204-504-611-211-511-641-241-441-666-266-366（E4/E66）         |
| 106-206-506-686-286-586-619-219-419-667-267-367（E6/E67）         | 190-290-590-589-289-689-638-238-438-623-223-323（E90/E23）        |
| 105-205-505-614-214-514-618-218-418-671-271-371（E5/E71）         | 194-294-594-593-293-693-656-256-456-664-264-364（E94/E64）        |
| 1100-2100-5100-599-299-699-646-246-446-622-222-322（E100/E22）    |                                                                   |

| 2022年退役编组                                                    | 2022年退役编组                                                    |
| ----------------------------------------------------------------- | ----------------------------------------------------------------- |
| 109-209-509-685-285-585-651-251-451-628-228-328（E9/E28）         | 101-201-501-615-215-515-633-233-433-626-226-326（E1/E26）         |
| 103-203-503-684-284-584-648-248-448-625-225-325（E3/E25）         | 1106-2106-5106-5105-2105-6105-639-239-439-627-227-327（E106/E27） |
| 198-298-598-597-297-697-650-250-450-663-263-363（E98/E63）        | 1102-2102-5102-5101-2101-6101-635-235-435-660-260-360（E102/E60） |
| 1104-2104-5104-5103-2103-6103-658-258-458-678-278-378（E104/E78） | 1108-2108-5108-5107-2107-6107-636-236-436-665-265-365（E108/E65） |
| 196-296-596-595-295-695-657-257-457-677-277-377（E96/E77）        | 1114-2114-5114-5113-2113-6113-619-219-419-667-267-367（E114/E67） |
| 1110-2110-5110-5109-2109-6109-640-240-440-661-261-361（E110/E61） | 1112-2112-5112-5111-2111-6111-618-218-418-671-271-371（E112/E71） |

### 感謝儀式及相關活動

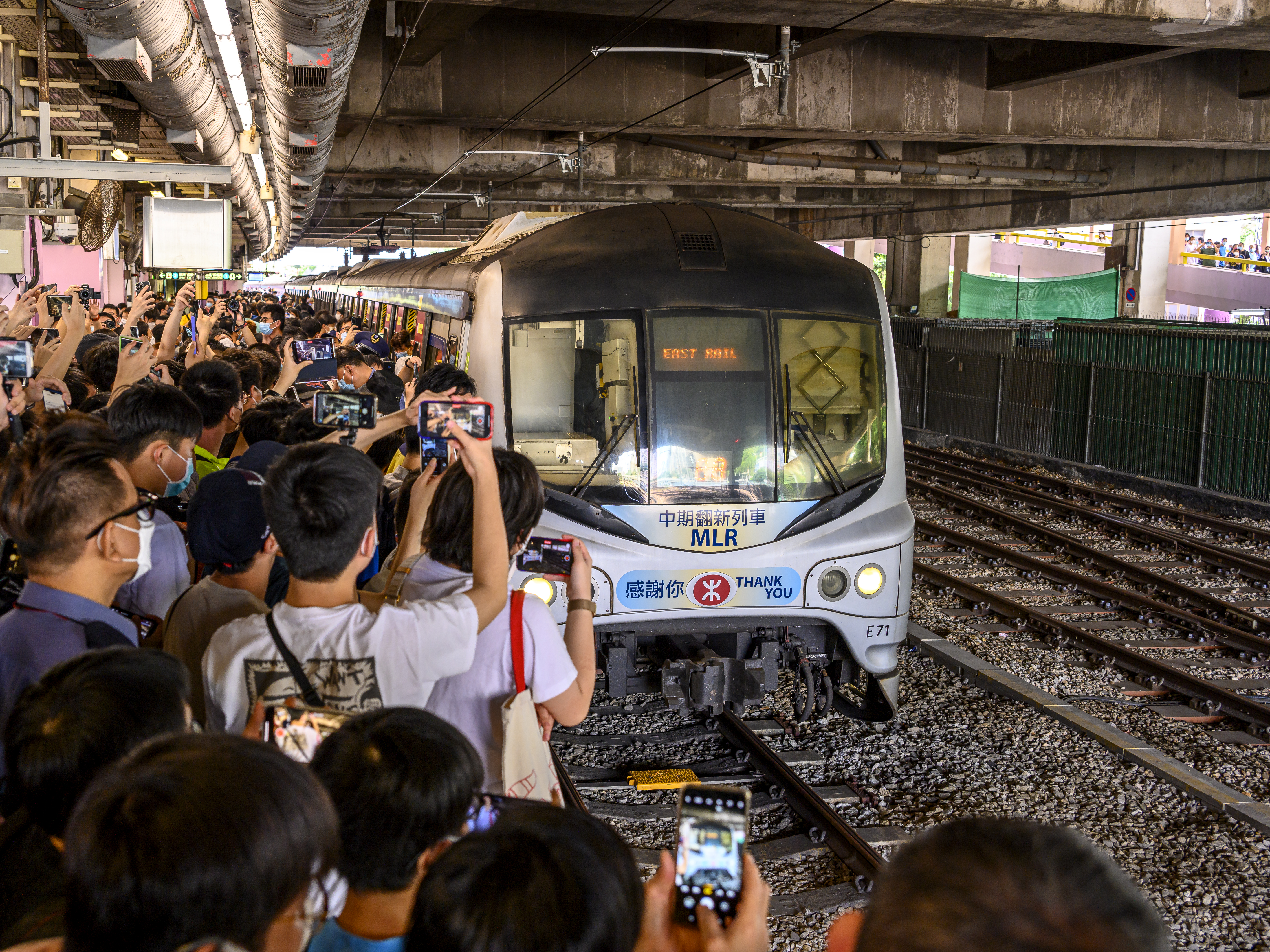
2022年5月6日，港鐵為即將退役的「中期翻新列車」裝設特色佈置，最後在沙田站停留

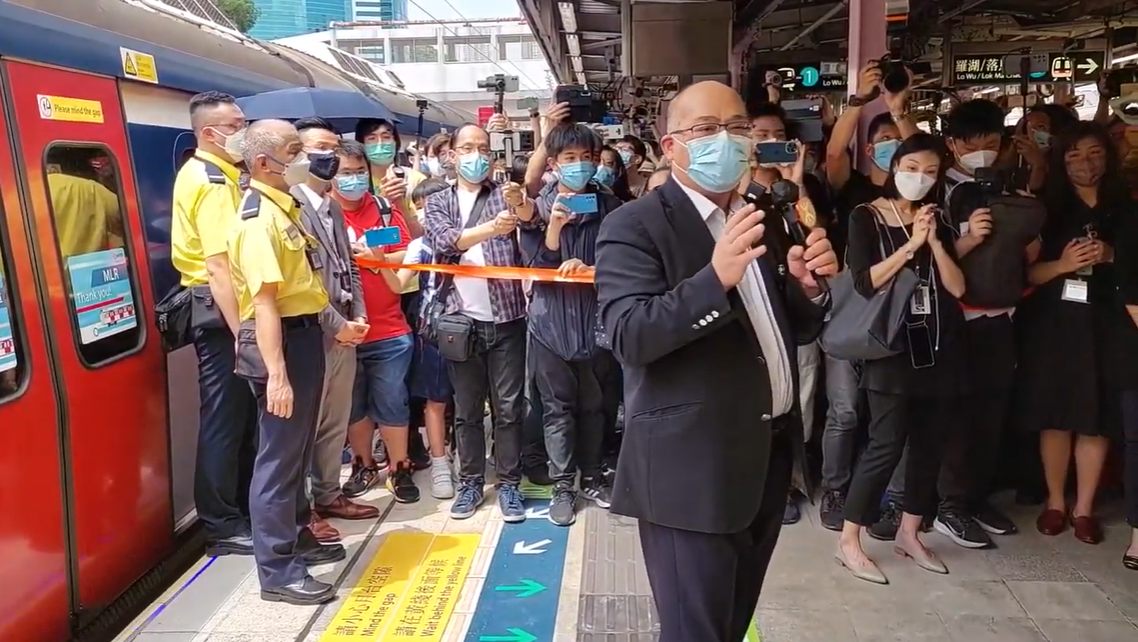
列車扺達沙田站後，港鐵車務總監李家潤發表講話

2022年5月3日，港鐵公司宣布東鐵綫MLR「港鐵中期翻新列車」將於5月6日舉行榮休活動，並於活動後正式退役。同日，港鐵亦在Facebook專頁舉辦有獎問答遊戲，首100名答對所有問題的參加者可獲得限量版中期翻新列車扶手環部件乙個。
2022年5月6日清晨，港鐵在何東樓車廠為即將退役的「中期翻新列車」裝設特色佈置，並於當日早上繁忙時間繼續接載乘客。
大批市民及鐵路迷由中午十二時開始陸續於紅磡站等候乘搭「中期翻新列車」的告別特別班次，而一列負責行駛最後特別班次的12卡列車（E71/E112編組）亦於下午1時正抵達紅磡站，期間吸引大批市民和鐵路迷拍攝記錄和歡呼，該列車在八分鐘後由紅磡站開出前往沙田站，並在行駛期間以車上的廣播系統介紹中期翻新列車的歷史。
該列車在13時25分左右扺達沙田站，港鐵公司其後在該站進行「感謝儀式」，由車務總監李家潤發表講話並高唱生日歌，以慶祝「中期翻新列車」在投入服務40周年當日退役，其後由東鐵綫列車車長代表講述在中期翻新列車上工作的感受，而該公司的過境鐵路總管張志強及企業事務及品牌總監蔡少綿亦分別向東鐵綫車長代表及幸運得獎乘客致送扶手環部件紀念品，亦向其他乘客贈送紀念明信片及貼紙以作留念。
在活動期間，港鐵公司亦將「翻新列車」安排在沙田站暫作停留，而個別乘客亦帶同由九廣鐵路公司發行的刊物及紀念品到場拍攝，最終該列車在下午三時由沙田站一號月台開出，返回何東樓車廠後正式退役。
大堂有大批人士因超越2.5小時的乘車時限而不能出閘，在客務中心排隊等候。

### 後續

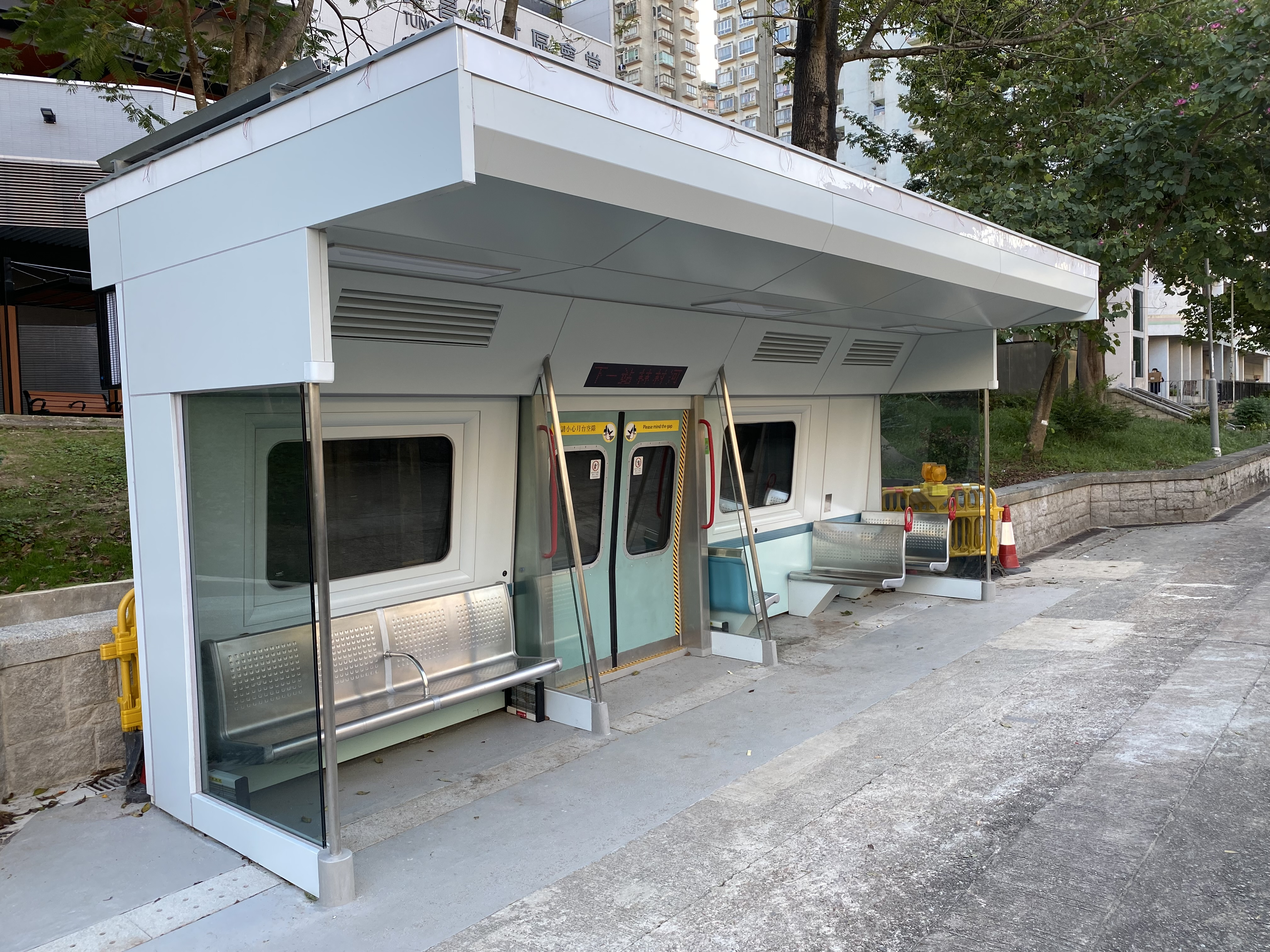
「林村河站」休憩處擺放了退役東鐵綫中期翻新列車車門及座位

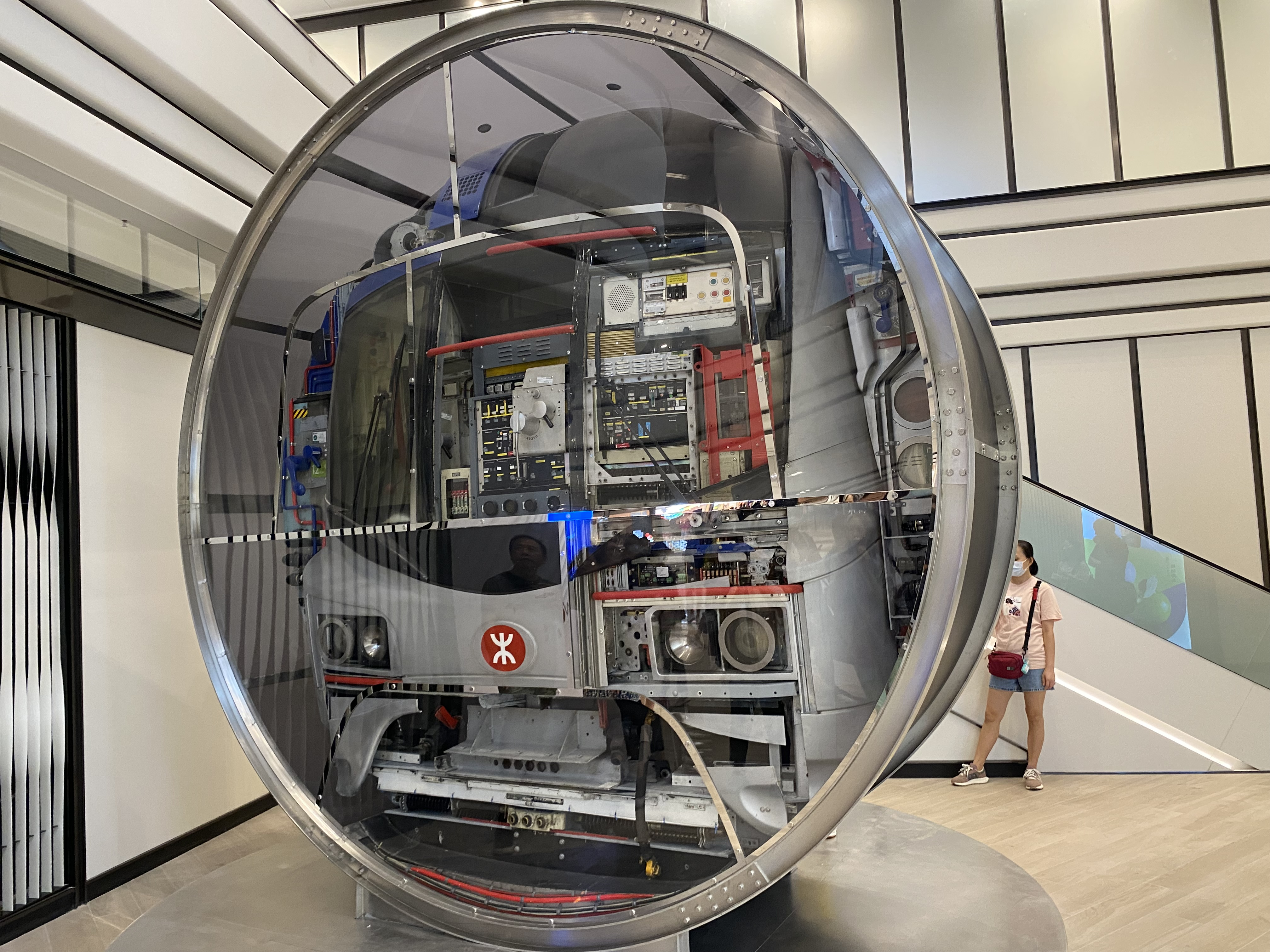
2023年7月，大圍圍方商場內亦展出已退役列車車頭和組件結合而成的拼貼式藝術品，名為「重生」

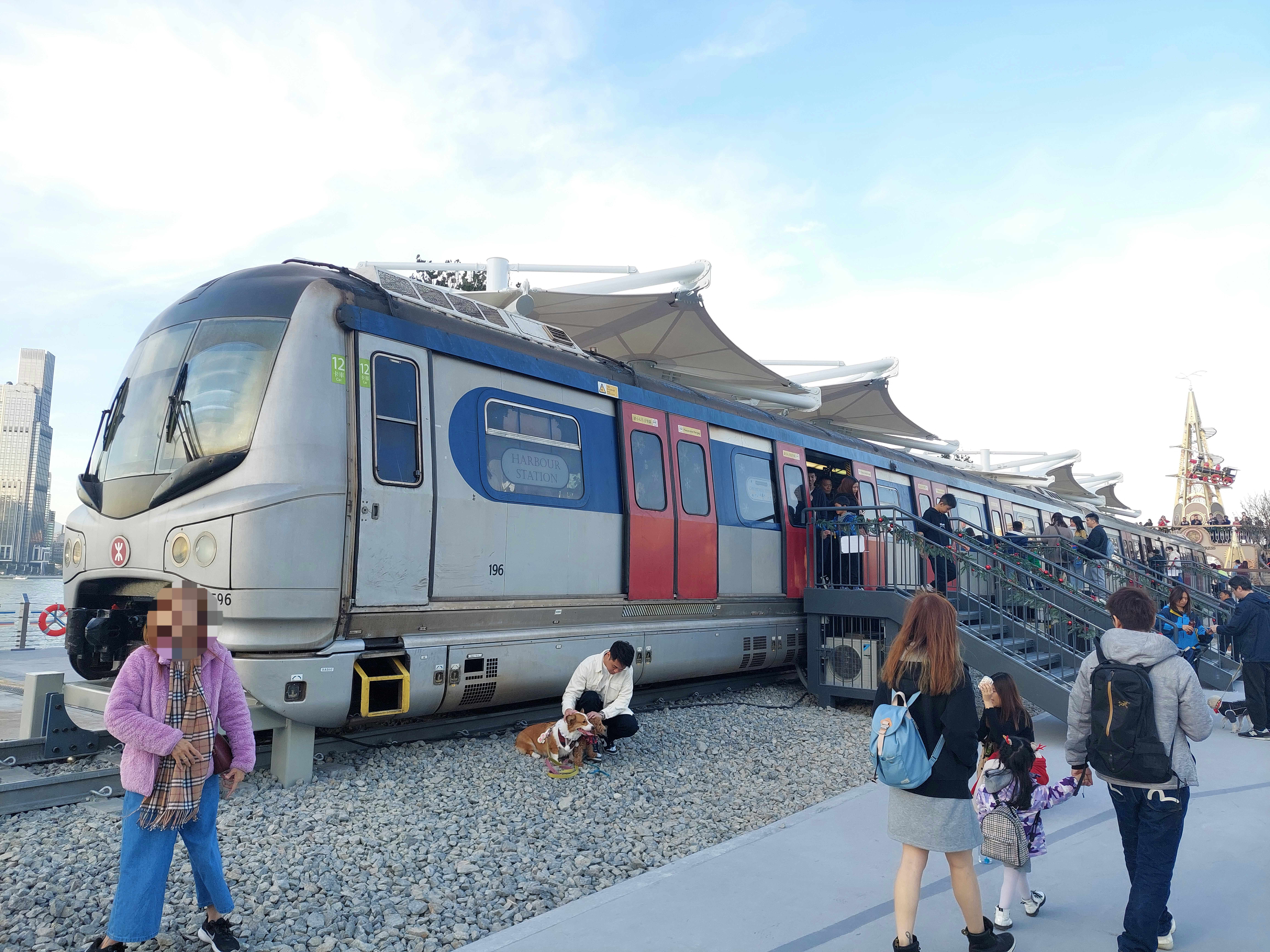
於灣仔海濱長廊永久展出的兩輛已退役列車

2022年10月，有市民發現大埔林村河近大埔東昌街康體大樓的位置興建了一個名為「林村河站」的休憩處，擺放了退役東鐵線中期翻新列車車門及4張座位，於國慶當日（10月1日）舉行揭幕儀式，民政事務總署指工程費大約90萬港元，屬於地區小型工程計劃下的項目。有鐵路迷批評將列車拆件展示是不尊重列車的歷史，要求另設一個鐵路博物館放置整架12卡列車。而大埔區議會主席毛家俊更指出民政事務總署事前未有就有關的工程諮詢區議會，而署方亦沒有邀請他出席揭幕儀式，指自己透過媒體才知悉事件。
另外，海濱事務委員會亦就灣仔海濱長廊的「水上運動及康樂主題區」三及第四期工程進行討論，文件指會將兩卡列車在該處展出，同時加設鐵道燈、站牌等裝飾。已於2023年12月21日開放，列車編號為196-377，但經常有報道指列車受破壞，例如乘客玩門。
港鐵旗下商場，位於大圍圍方內亦展出已退役列車車頭和組件結合而成的拼貼式藝術品，名為「重生」。
2022年12月2日，港鐵發佈影片，宣佈永久保留其中六卡（包括一卡頭等車廂）中期翻新列車，列車編號為1112-2112-418-671-271-371；其後，獲保留列車與未翻新的E44編組列車，均於2024年4月27日起在紅磡站5、6號月台的「站見」鐵路展暫時展出，預計展期至同年年尾。

## 大事年表

### 整體
- 1979年3月及1982年，九廣鐵路向都城嘉慕引入兩批分別45組及16組3卡列車（編號分別為E1-E45及E46-E61），以配合九鐵電氣化雙軌工程，取代40輛於1970年代購置的日本近畿客車。
- 1986年，九廣鐵路公司增訂25組3卡列車（編號E62-E86）。及後，又於1988年及1990年增訂兩批共16組6卡電動列車（編號E87-E118），以配合新界東新市鎮通勤交通發展。
- 1991年2月至12月，九廣鐵路公司為本型85組3卡列車逐步進行車廂改裝工程，配合不斷增加的載客量。
- 1996年，九鐵委託早前收購都城嘉慕的法國阿爾斯通公司（Alstom），為此型號列車進行「中期翻新」工程。
- 2021年2月6日，港鐵中期翻新列車全面改用Trainguard MT信號系統，進入新、舊車隊過渡期。

### 二十世紀
- 1981年4月12日，首批本型列車抵港，並逐步由地鐵九龍灣車廠運抵紅磡貨場。
- 1982年5月6日，首期電氣化九龍-沙田首班列車安排在九龍站進行通車儀式。
- 1983年7月15日，全綫電氣化首班列車安排在羅湖站進行通車儀式。
- 1984年11月25日，E45編組在上水站調度時出軌，意外後隨即退役。為九廣鐵路服役期最短的電氣化列車，車齡只有2年。
- 1997年2月，第一列翻新列車投入服務。
- 1999年10月31日，最後一列未改裝列車在入廠翻新前，擔當「第一代電氣化火車榮休之旅」用車，由紅磡站駛至大埔墟站。

### 二十一世紀
- 2000年1月13日，九鐵公司舉辦電氣化火車中期翻新完工典禮，最後一列改裝列車重新投入服務。改裝後，E44的三卡列車改用E53的列車。
- 2000年1月起，唯一不獲安排翻新的E44的三卡列車停運，封存於港鐵何東樓車廠內。
- 2002年7月27日，九鐵公司舉辦懷舊慈善之旅，是E44編組列車最後一次行駛。
- 2008年2月3日，一列南行的港鐵中期翻新列車在沙田站出現冒煙疑車底漏油，其後安排疏散車上乘客轉往對面列車。
- 2008年7月，為配合北京奧運舉行，E102/E28編組列車貼上海爾集團的廣告，已於同年8月下旬落畫。
- 2018年1月，停運的E44列車在資產處分測試後正式除籍，及後在2018年10月更被拆去車門。
- 2019年2月28日，一列港鐵中期翻新列車前往大埔墟站期間，突然傳出巨響，令列車停駛。職員在列車第一卡及第二卡車頂找到雀屍，疑為一隻小白鷺，其後由食環署檢走，由於現場為有三條路軌，東鐵綫服務未受影響，肇事列車隨後已駛走。
- 2019年9月17日，一列港鐵中期翻新列車其中三卡在紅磡站咽喉區軌道脫軌，最後八卡車廂被甩開並撞毀鄰近的西鐵綫路軌止衝擋，導致東鐵綫旺角東站至紅磡站服務癱瘓，而西鐵綫亦因軌道電路受損而需限速行駛。[54]該處路軌曾於同日凌晨更換，港鐵在事後發現路軌有4處裂縫。事件後涉事列車的六節車廂停泊在紅磡站1號月台，並於9月20日凌晨用ER20型柴油機車（8003）拖離1號月台。

- 2019年10月4日，因應《禁止蒙面規例》於翌日實施，多個港鐵站晚上成為破壞目標，一列港鐵中期翻新列車的頭等車廂在沙田站被汽油彈掟中，車頂着火。[55]
- 2019年11月12日，當日三罷運動第二天期間，一列港鐵中期翻新列車停泊於上水站時，被示威者破壞車窗及縱火，頭等車卡因為車廂嚴重焚毀而報廢。港鐵其後以另一編組中的頭等車卡取代並於同月27日重新投入服務。

- 2019年11月13日，當日三罷運動第三天期間，一列港鐵中期翻新列車在大學站被示威者大肆破壞，車廂內遺留被打碎的玻璃及燒著的痕蹟，肇事列車其中8個車卡因為車廂被纵火嚴重破爛而報廢。

- 2020年2月9日，在紅磡站附近出軌而損毀的列車的三節車廂、在上水站被破壞的車廂及在大學站遭破壞的列車的其中八節車廂正式除籍，被拆分及鋸成多段後逐步從何東樓車廠運往元朗一家劏車場回收。[56]
- 2021年2月6日，隨著新訊號系統啟用，所有未退役列車亦改以新訊號系統運作。
- 2021年3月起，港鐵中期翻新列車開始逐步退役。
- 2021年4月22日，一列港鐵中期翻新列車由九龍塘站駛往大圍期間於隧道內撞及一塊指示牌，當時車內載有乘客，消防及救護員亦接報到場，經初步了解後證實車上無人受傷。消息指，初步懷疑列車撞及一塊鬆脫的限速指示牌，港鐵公司表示會詳細調查事件原因。
- 2021年6月起，E44編組開始進行復修工程，包括重新裝上車門，更換轉向架以及盡可能裝上所有缺失的零件。
- 2021年11月27日，港鐵邀請部分鐵路團體到何東樓車廠參觀E44編組「黃頭」列車，同日港鐵在官方社交網站公開復修期間的樣貌。[24]
- 2021年12月15日，隨着列車退役編組數目的增加，本車型數目減少至全盛時期的一半以下。
- 2022年5月6日，最後一列中期翻新列車（E112/E71）成為本型號列車最後一班載客班次，列車以（88）車序[註 5]，於13:00到達紅磡站1號月台，13:08離開紅磡站前往沙田站1號月台，前往途中車廂播放本型號列車的歷史，13:25到達沙田站，之後15:00離開沙田站並返回何東樓車廠，正式退出營運。剛巧列車退役日期跟40年前電氣化列車投入服務的日期相同。
- 2024年1月20日凌晨時分，獲港鐵保留的E112/E71編組列車在何東樓車廠運往舊紅磡站6號月台，頭尾用了Eurorunner機車（8004 - 8005）運送；另外，未翻新列車（E44）則運往舊紅磡站5號月台。
- 2024年4月27日，E112/E71及E44編組列車，自當日起於紅磡站開放展出。

## 圖片庫

### 列車外觀

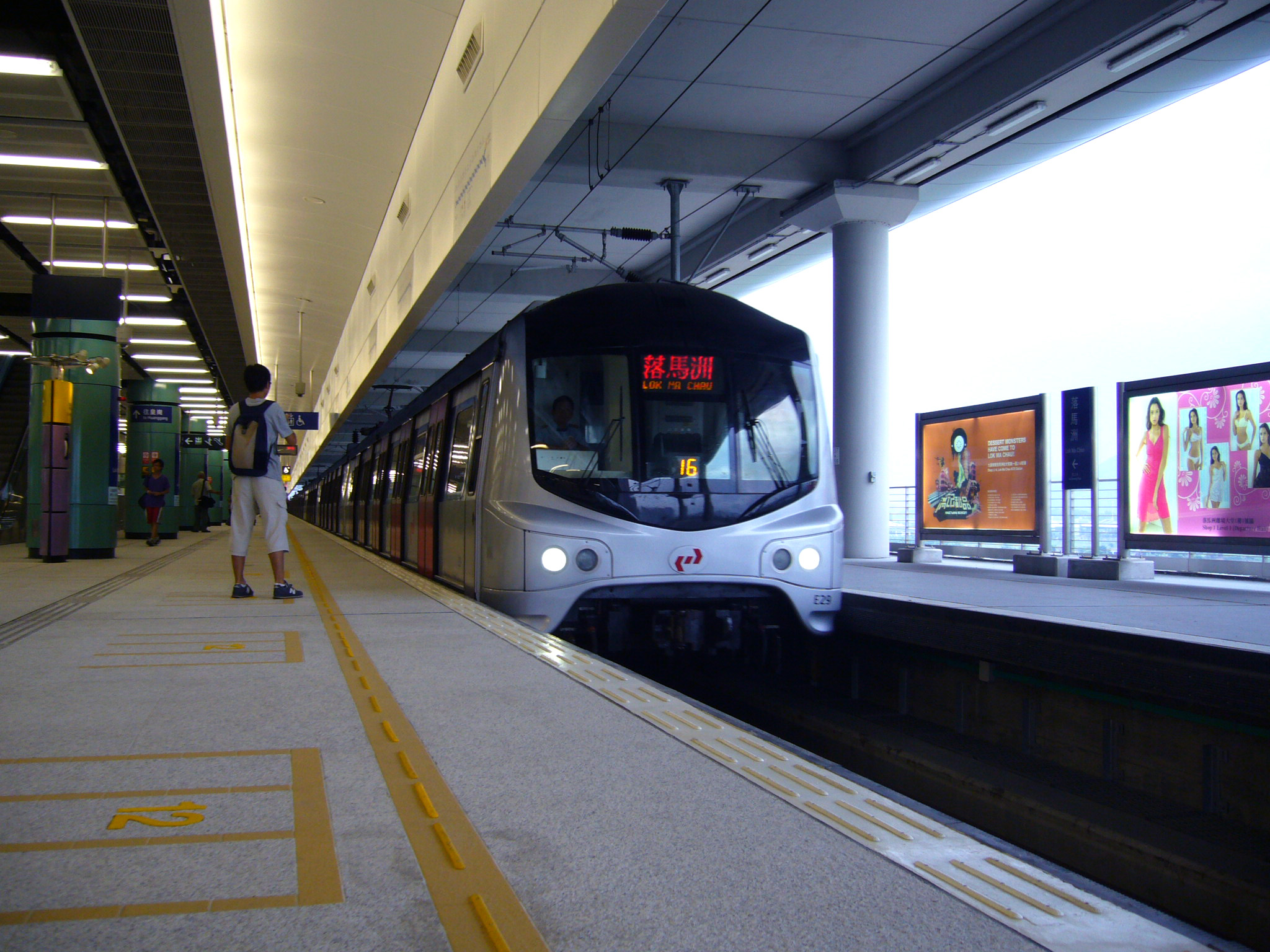
一列中期翻新列車駛進落馬洲站1號月台（2007年8月）
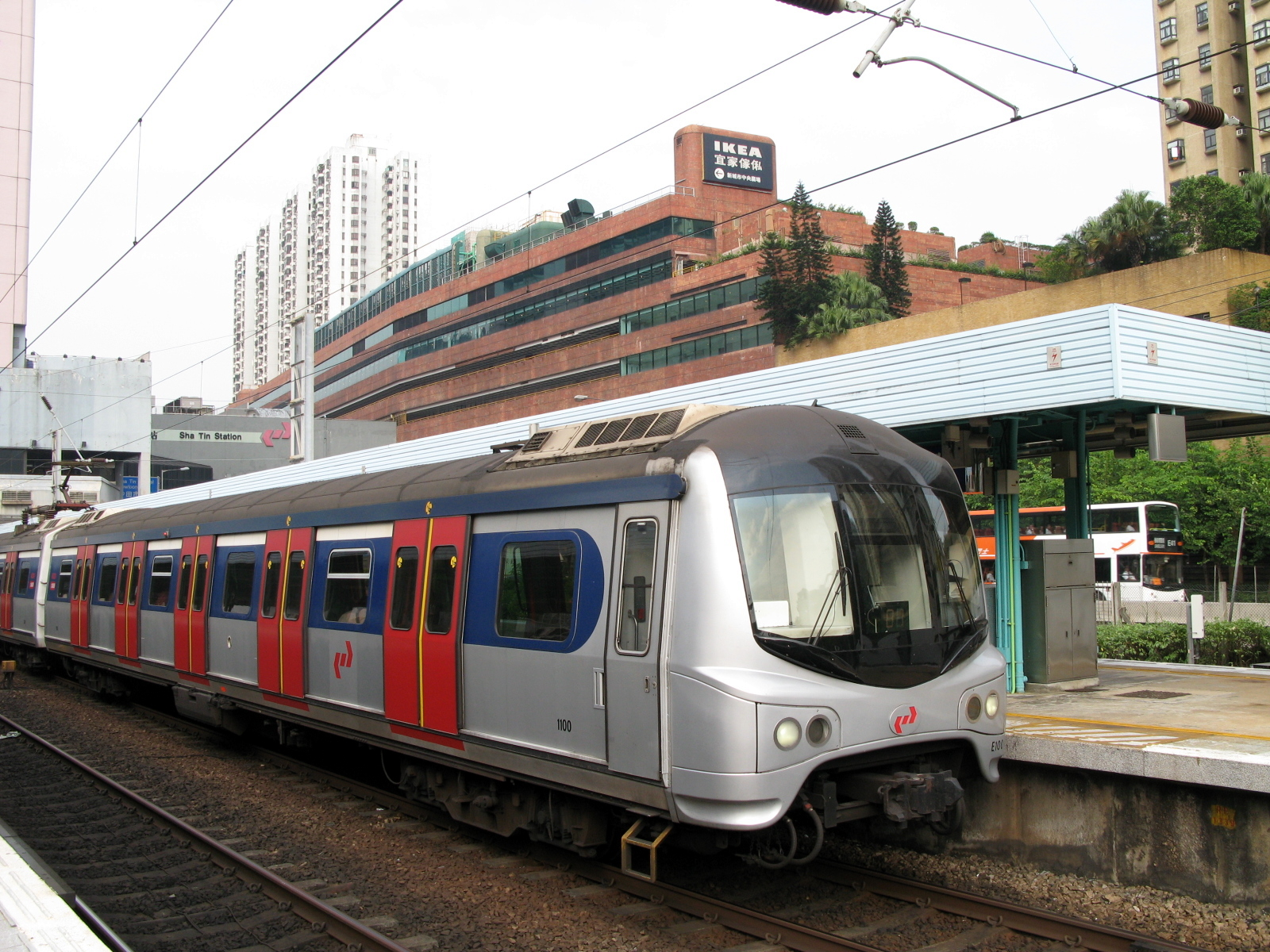
一列中期翻新列車停靠沙田站（2007年9月）
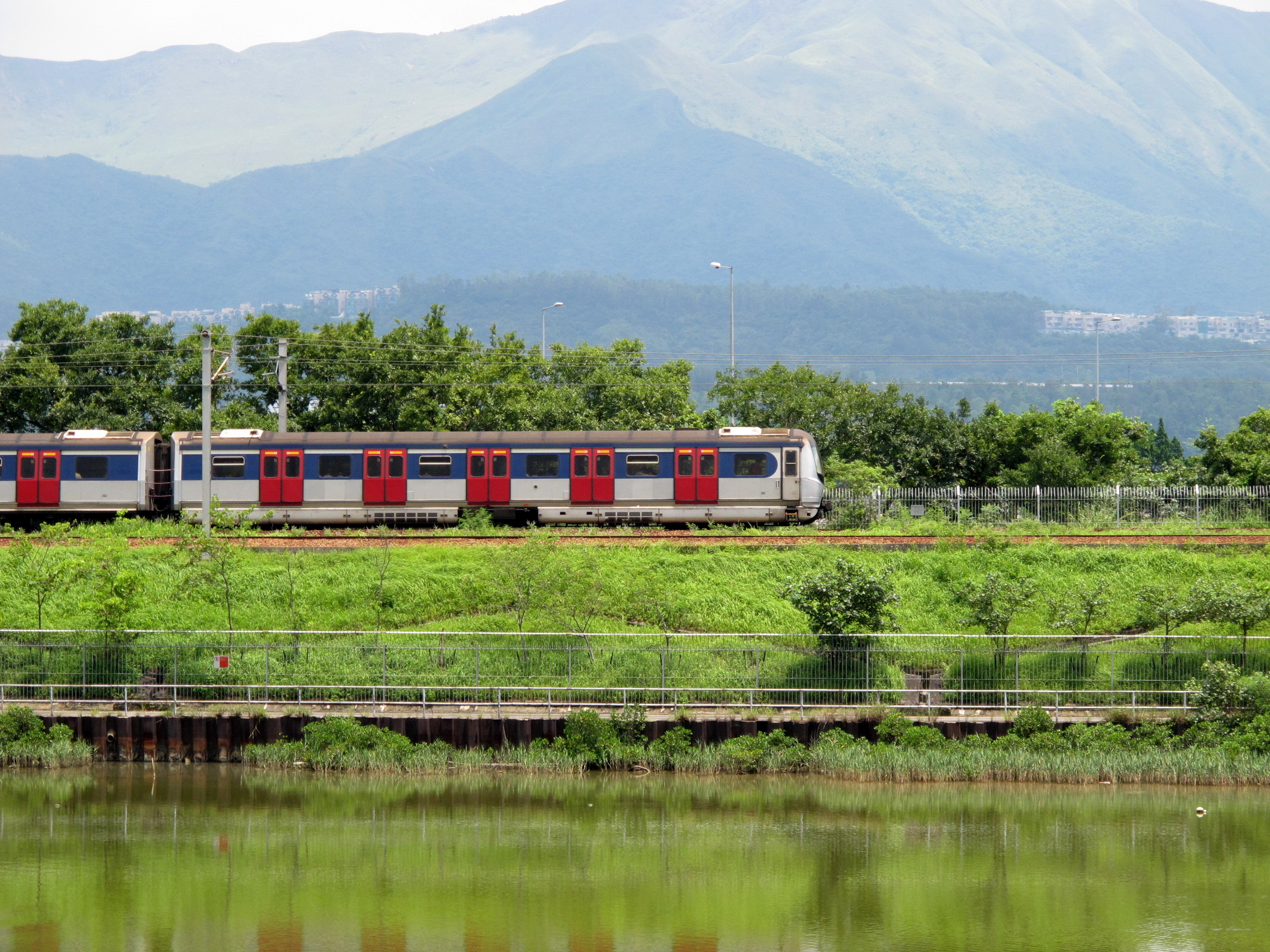
一列中期翻新列車經過大埔滘
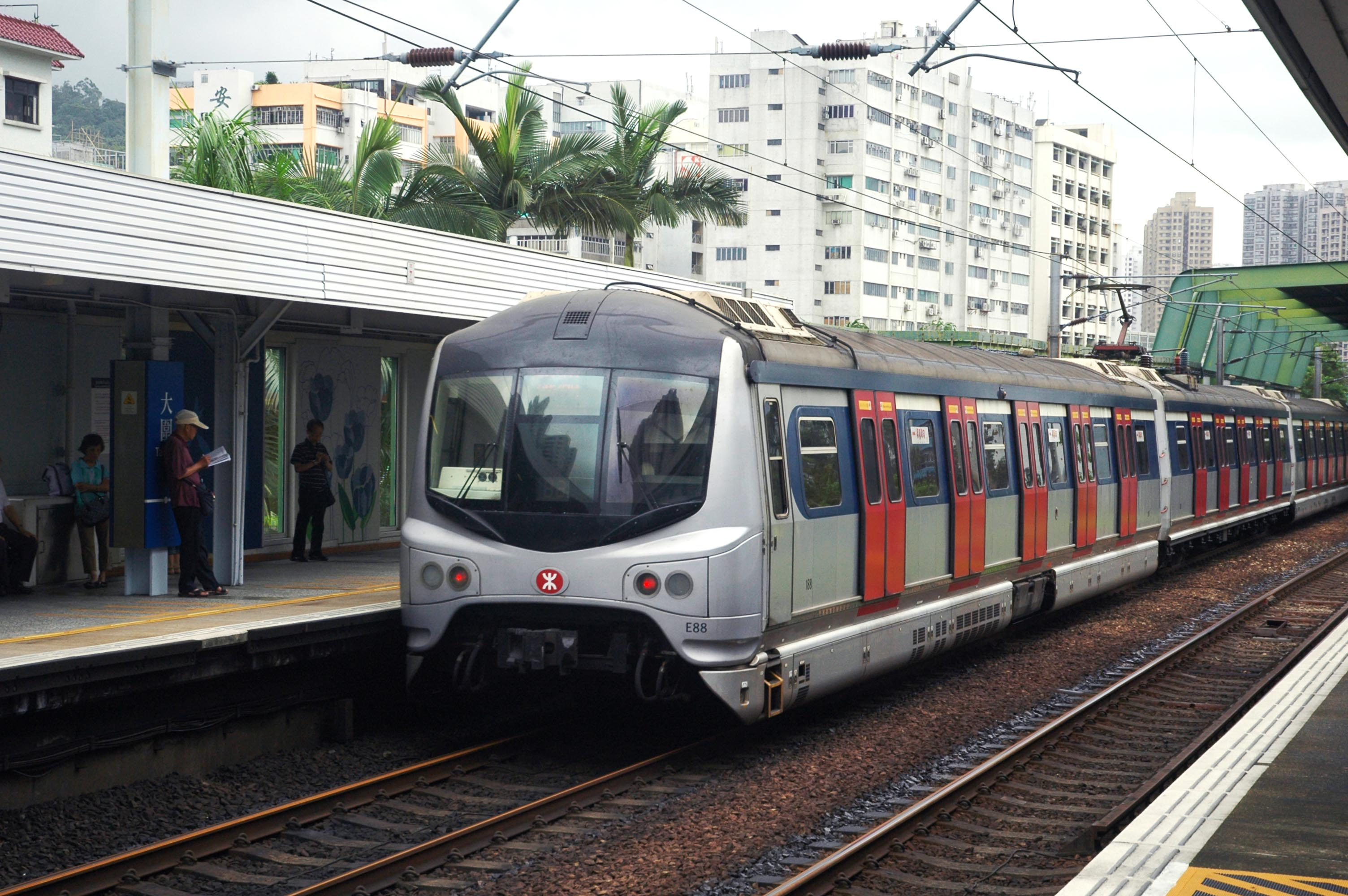
一列中期翻新列車駛離大圍站1號月台（2012年6月）
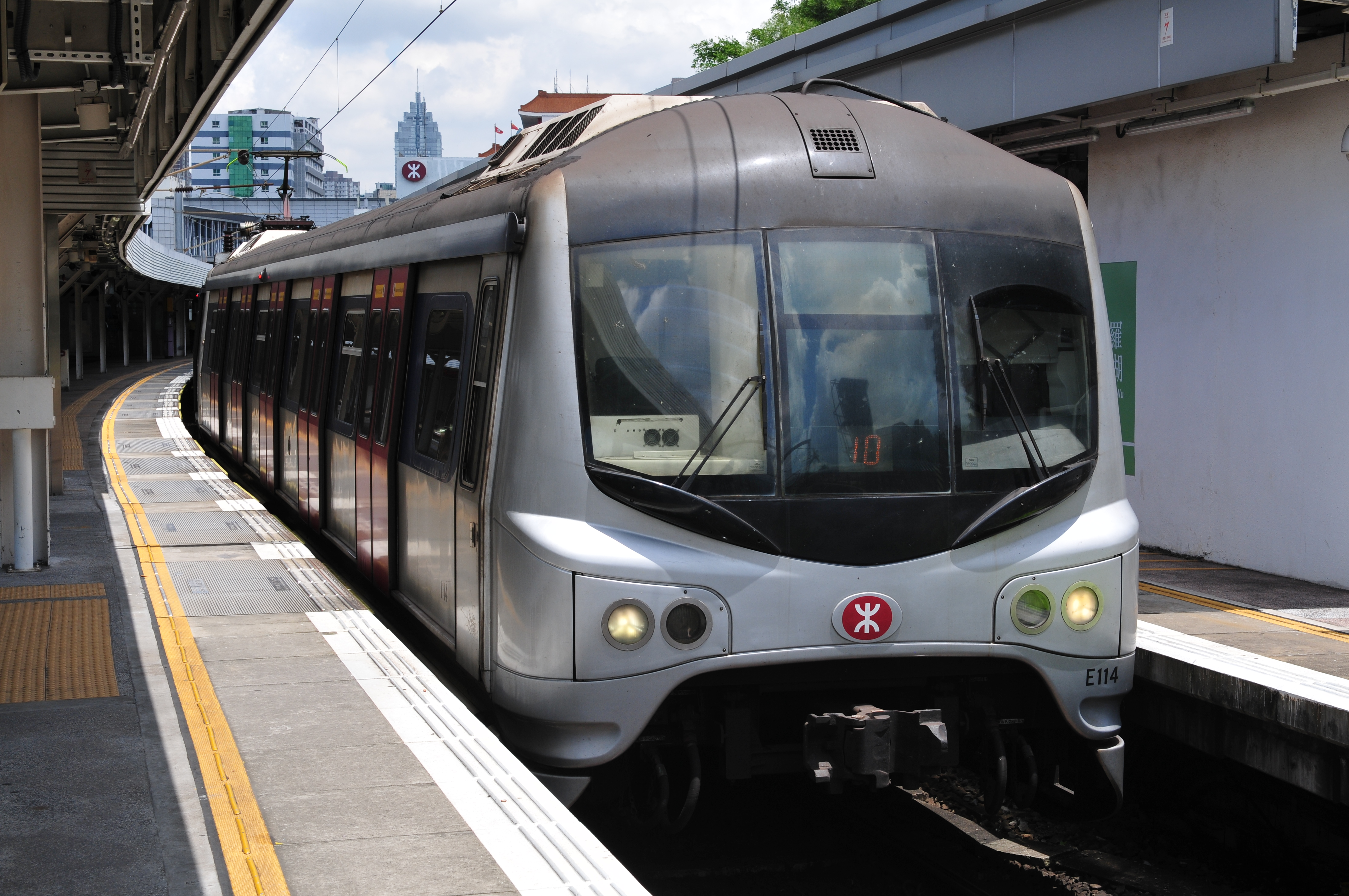
一列中期翻新列車停靠羅湖站3號月台（2013年8月）
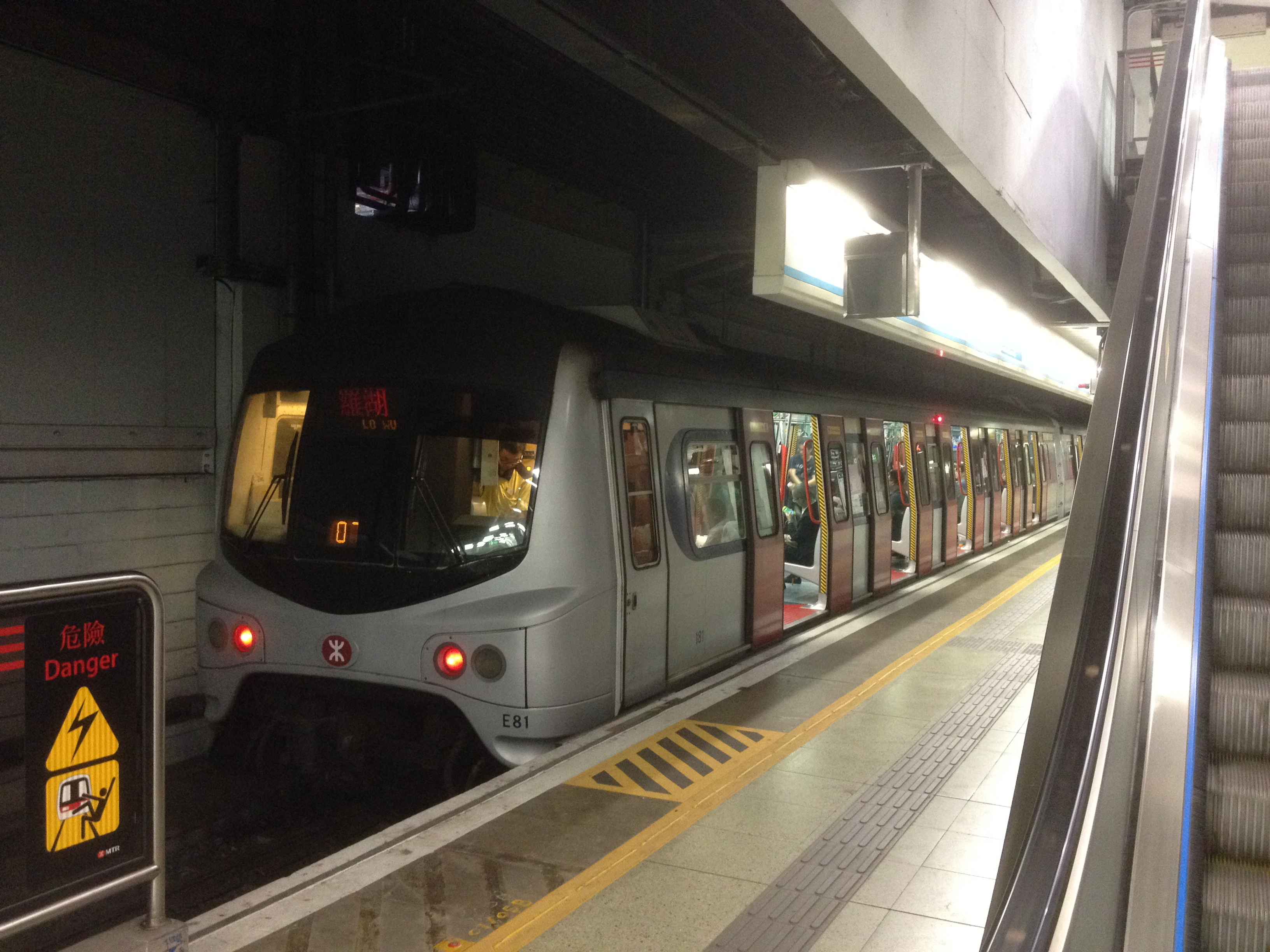
一列中期翻新列車停靠舊紅磡站1號月台（2015年6月）
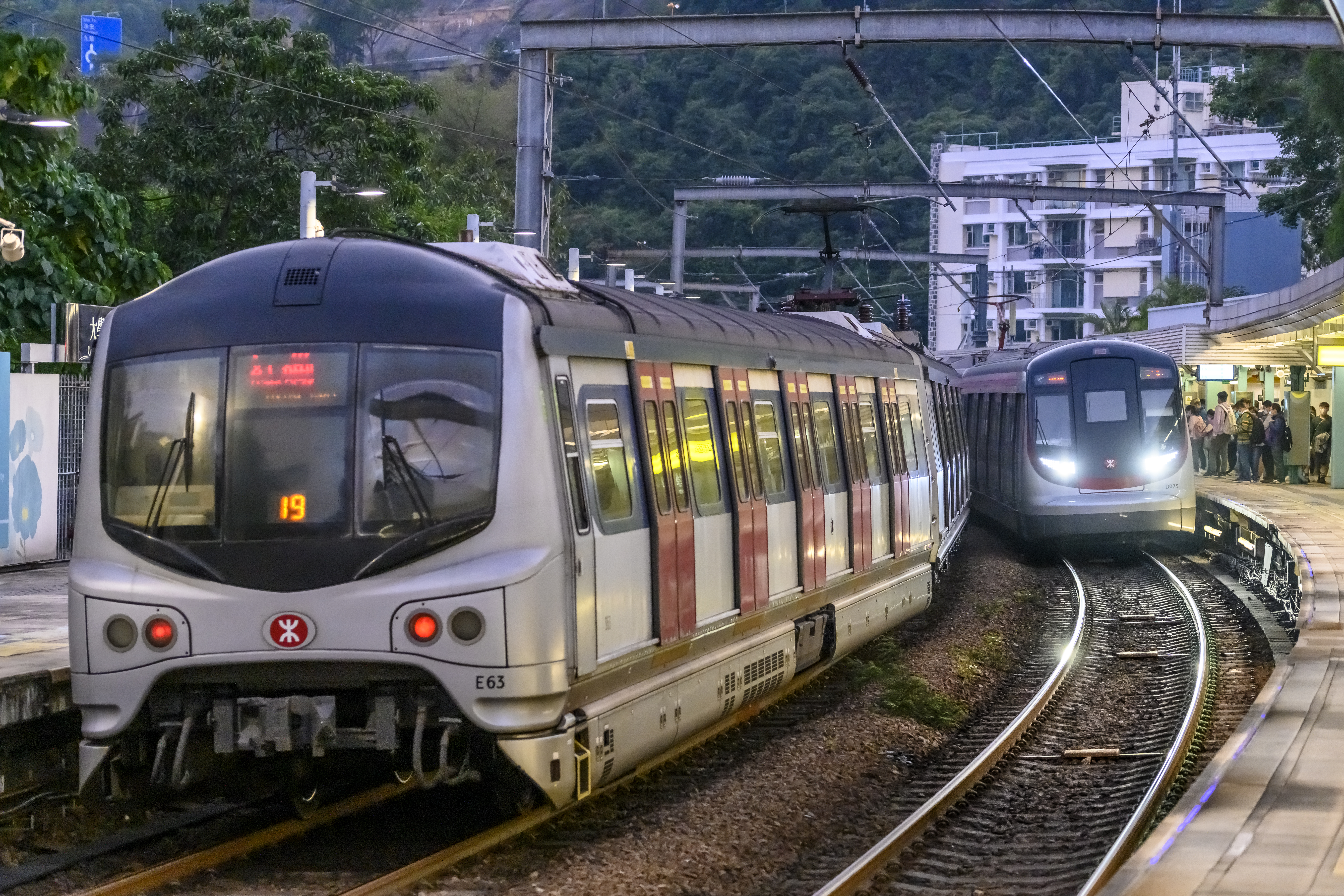
一列中期翻新列車抵達大學站，右方為港鐵東鐵綫現代列車
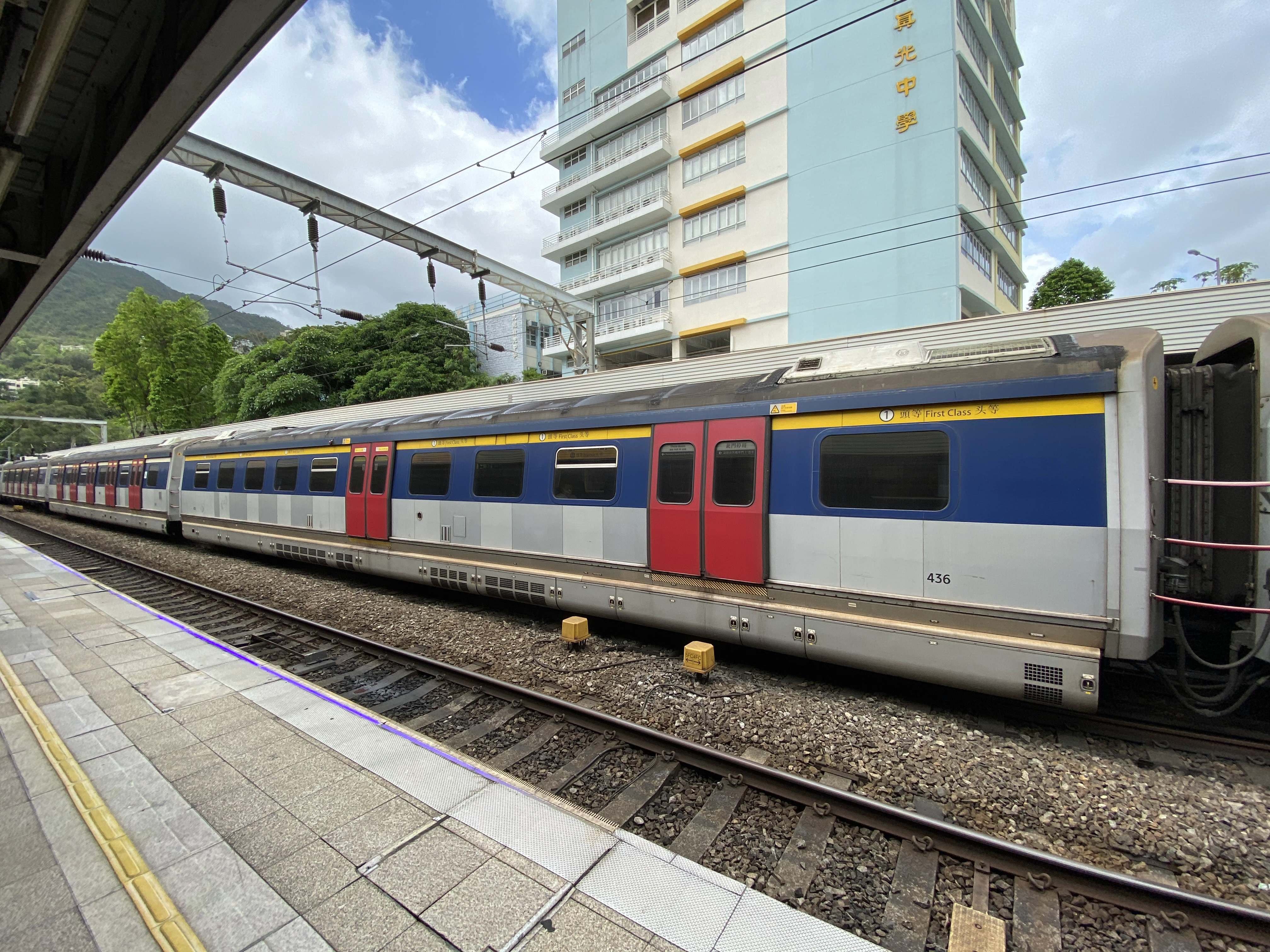
頭等車廂外部
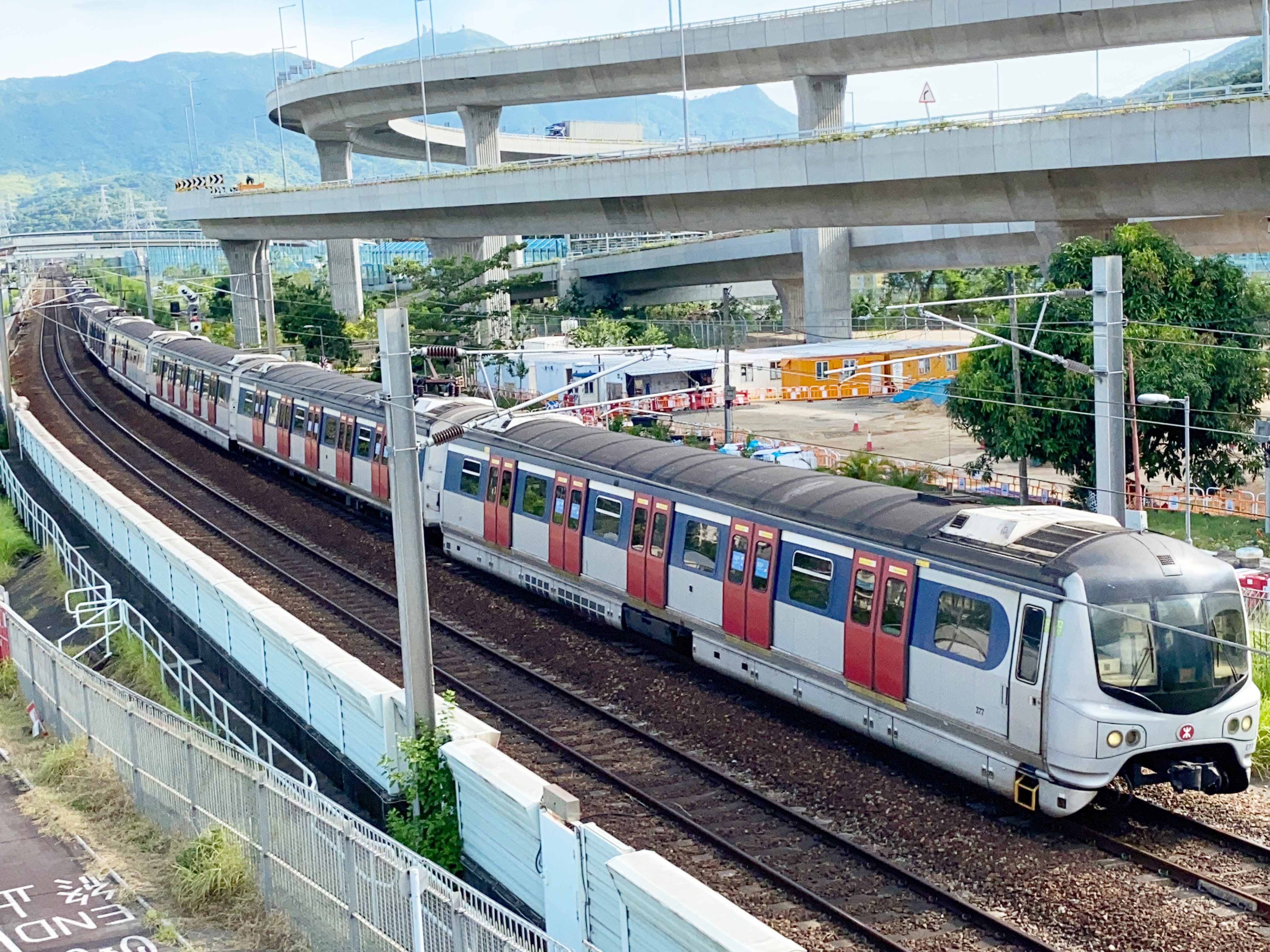
一列中期翻新列車經過九龍坑（2020年7月）
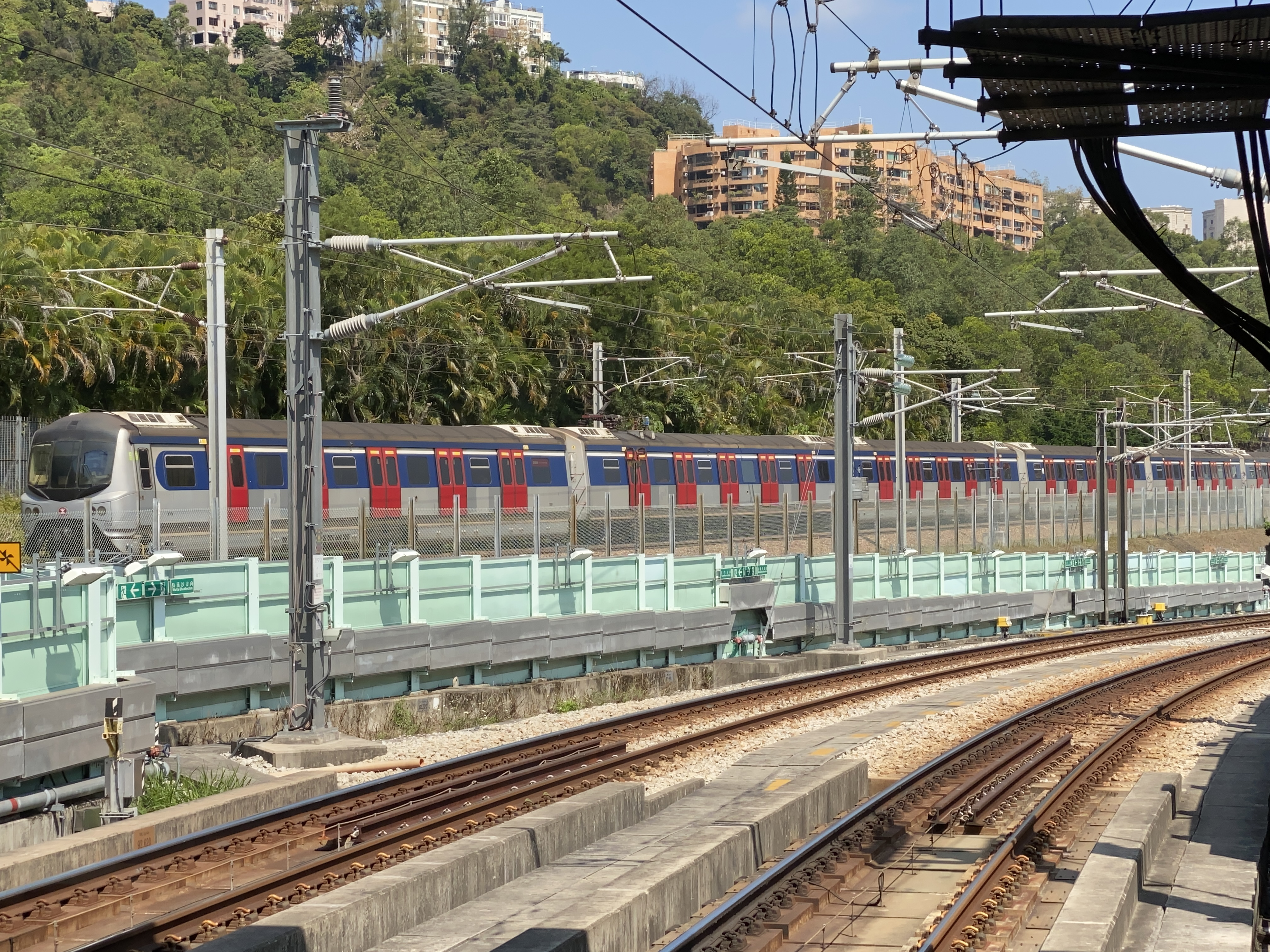
一列中期翻新列車經過顯徑站（2022年2月）
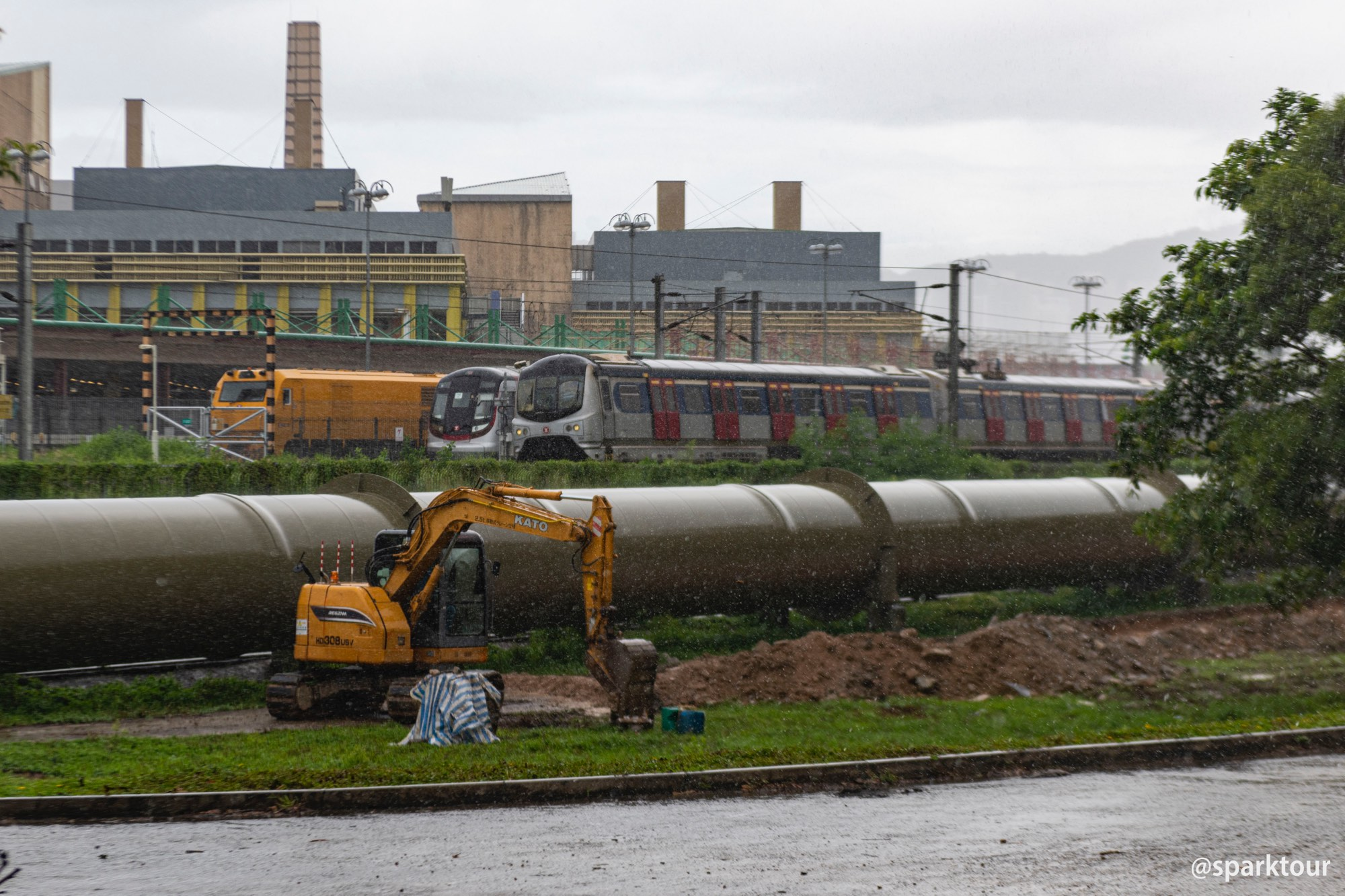
一列中期翻新列車在上水屠房和東鐵綫現代列車相遇
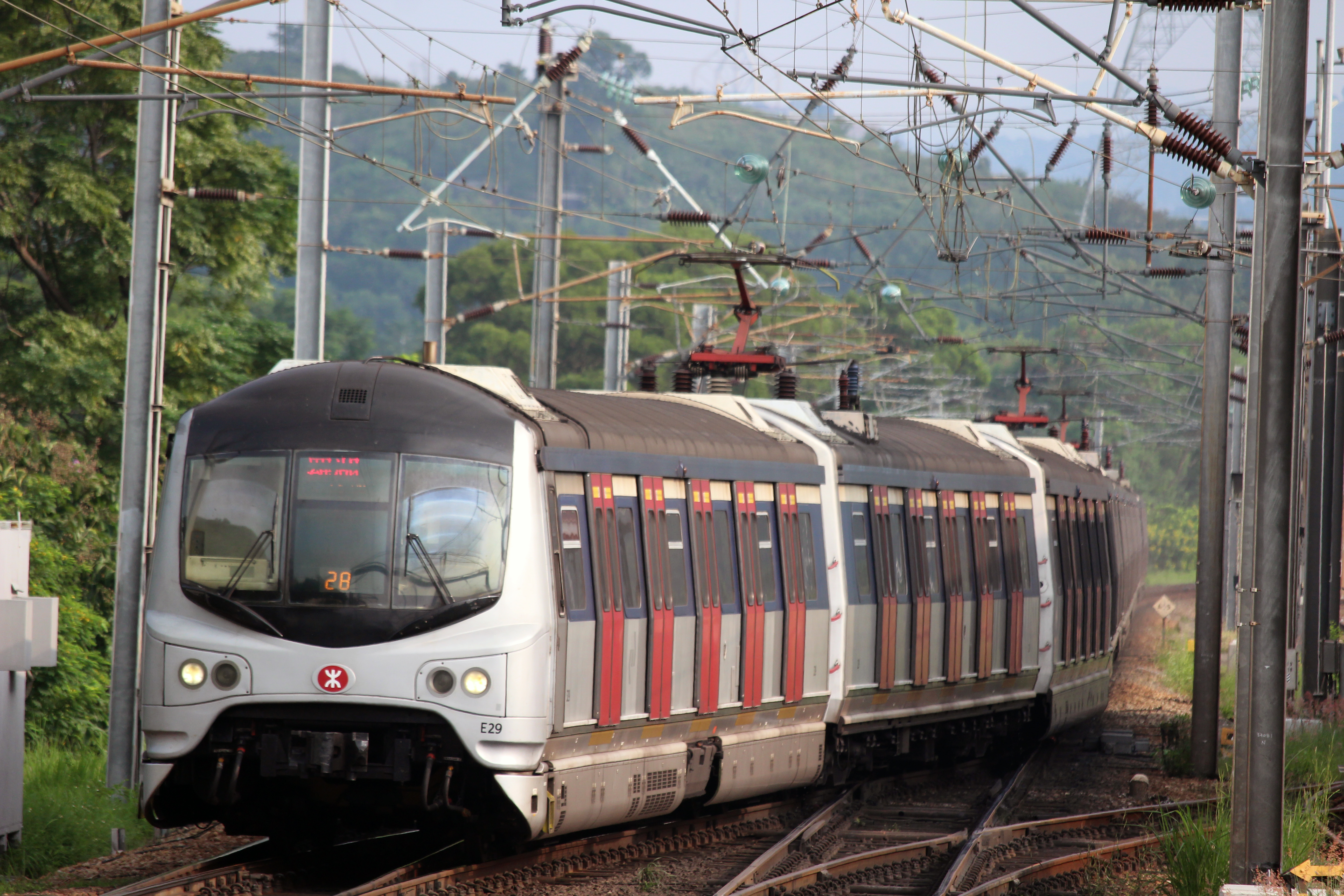
已加裝降噪蓋板的翻新後的列車進入羅湖站

### 車廂內部

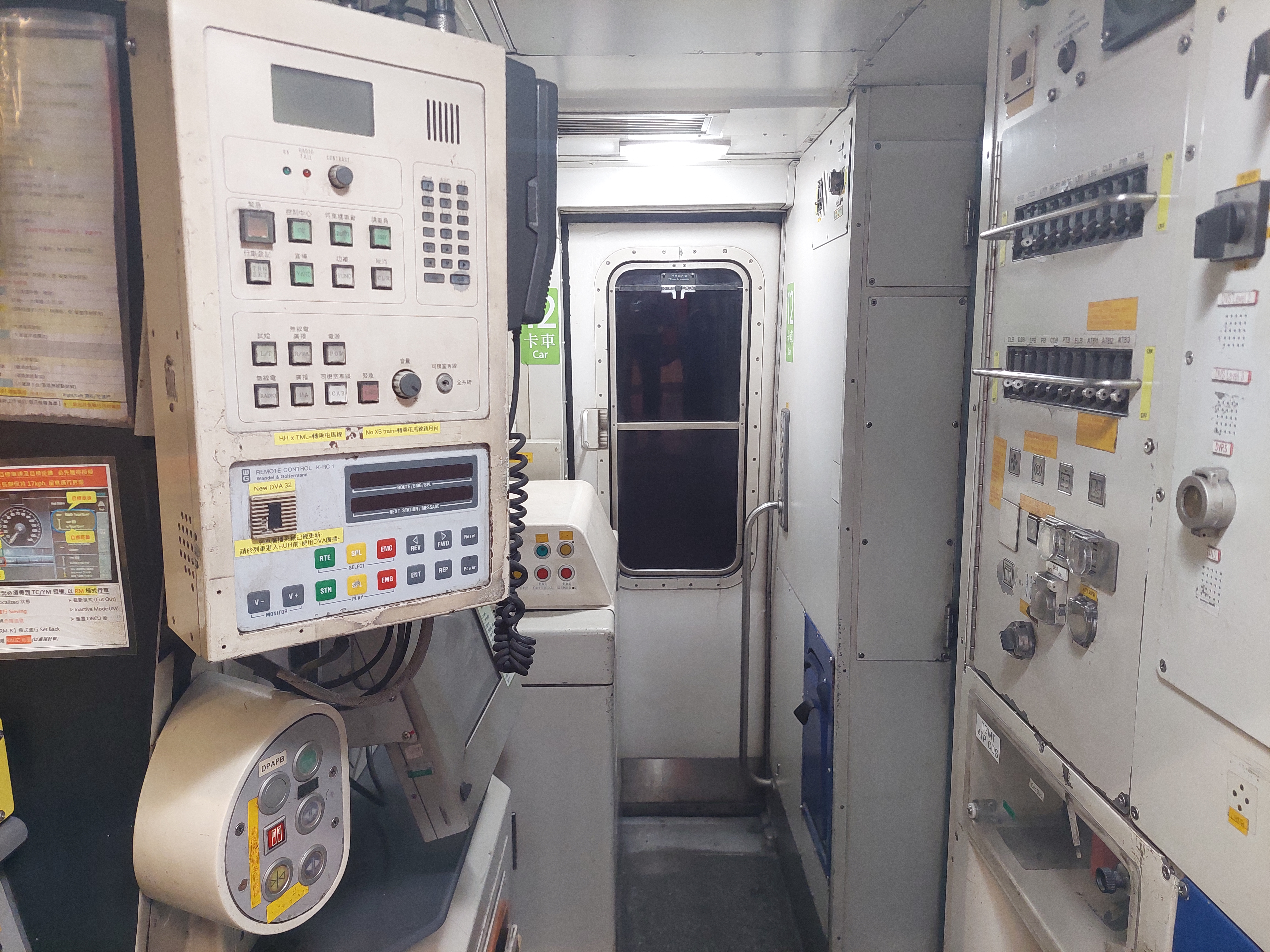
駕駛室
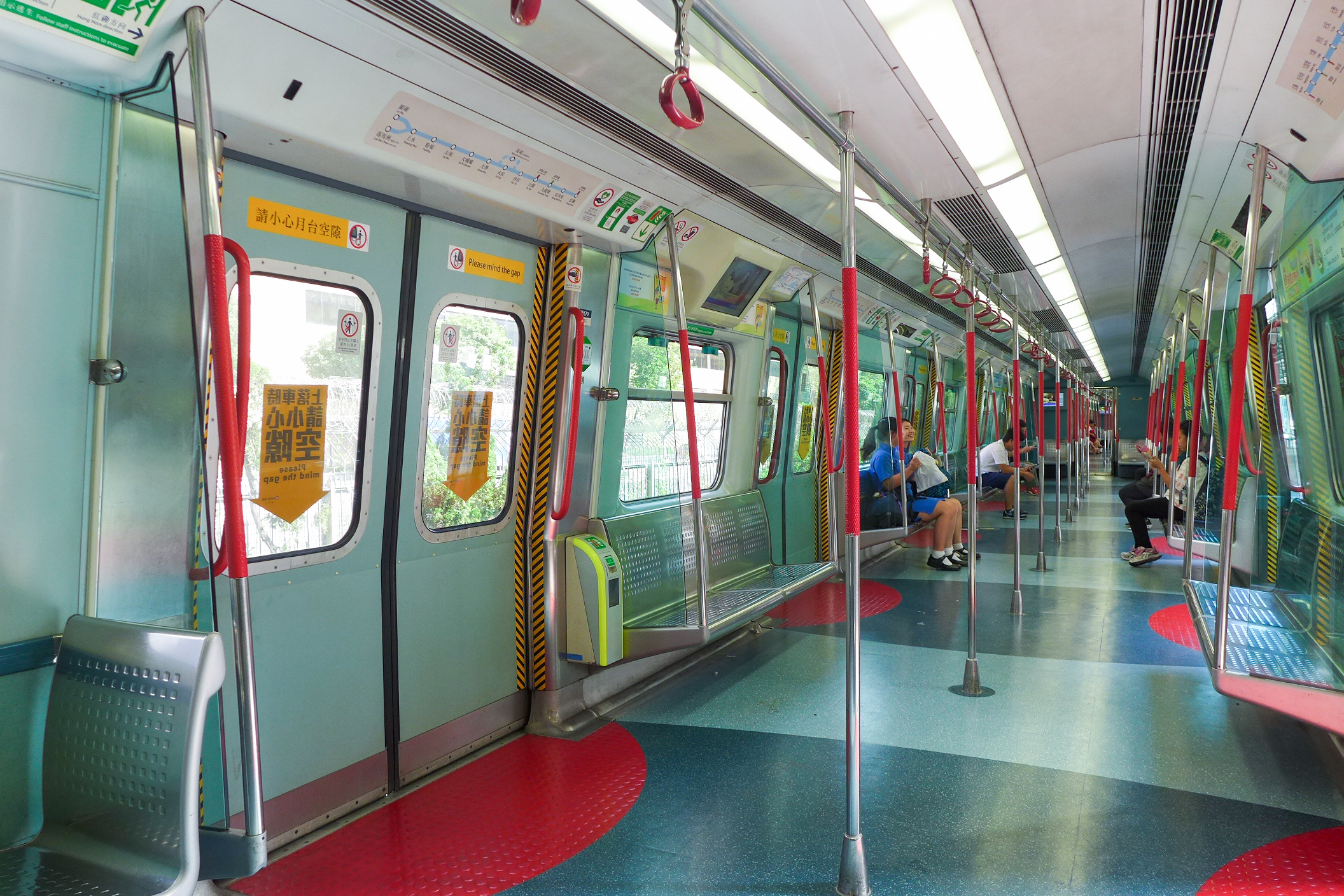
普通等車廂內部
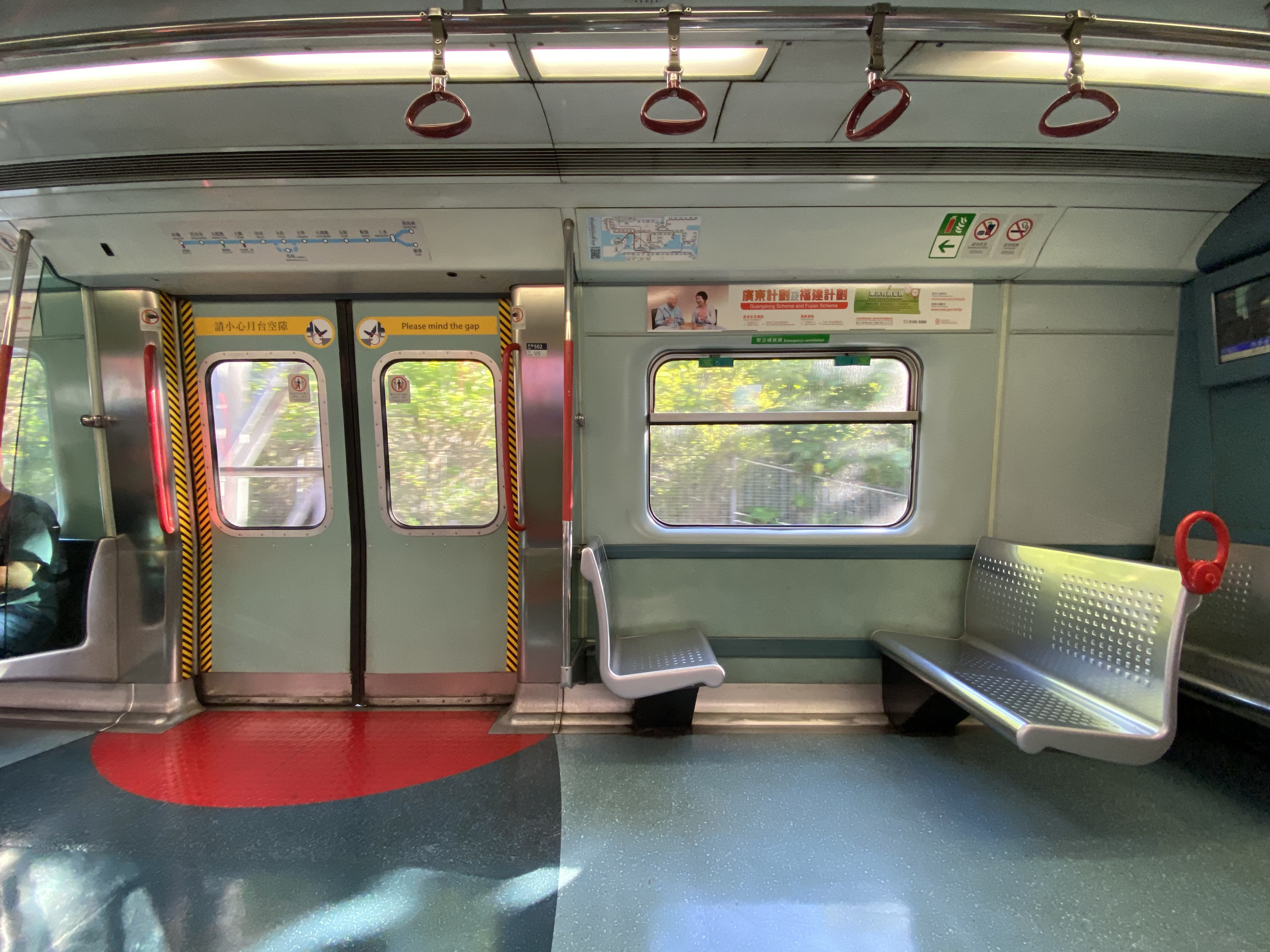
普通等車廂近車卡連接通道及近駕駛室設有直向座位
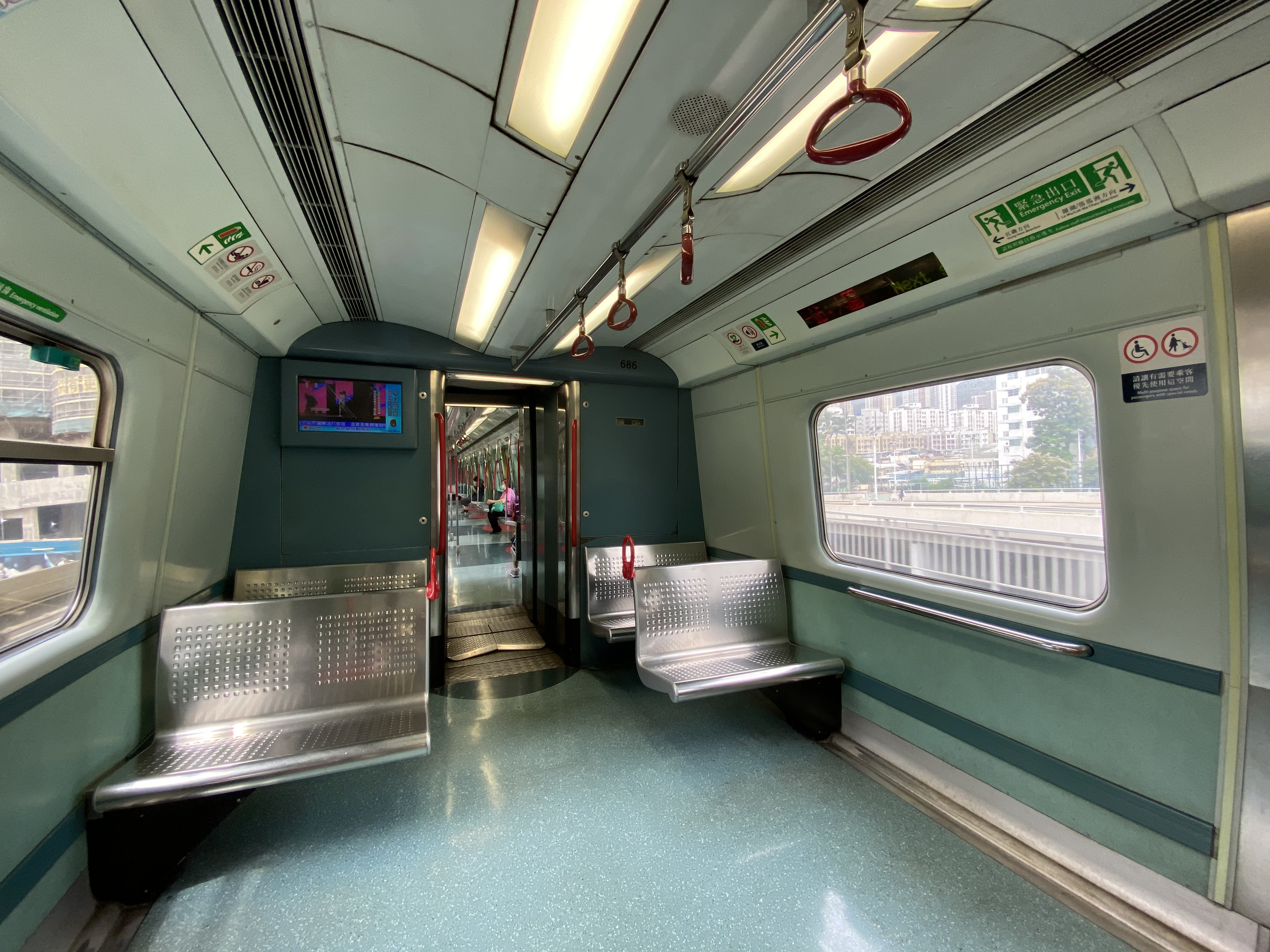
車卡連接通道較為狹窄，部份車卡設有多用途空間
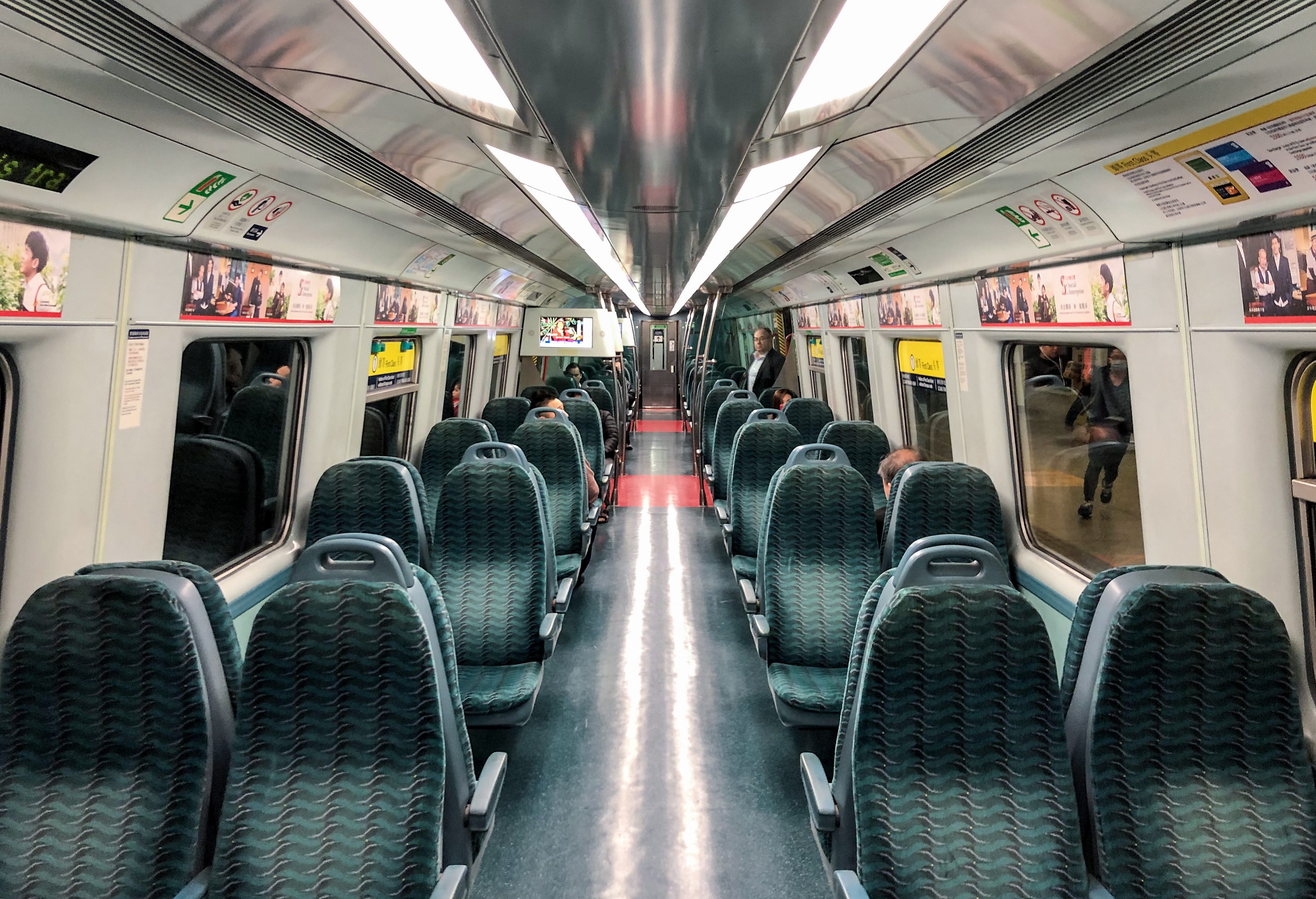
頭等車廂內部
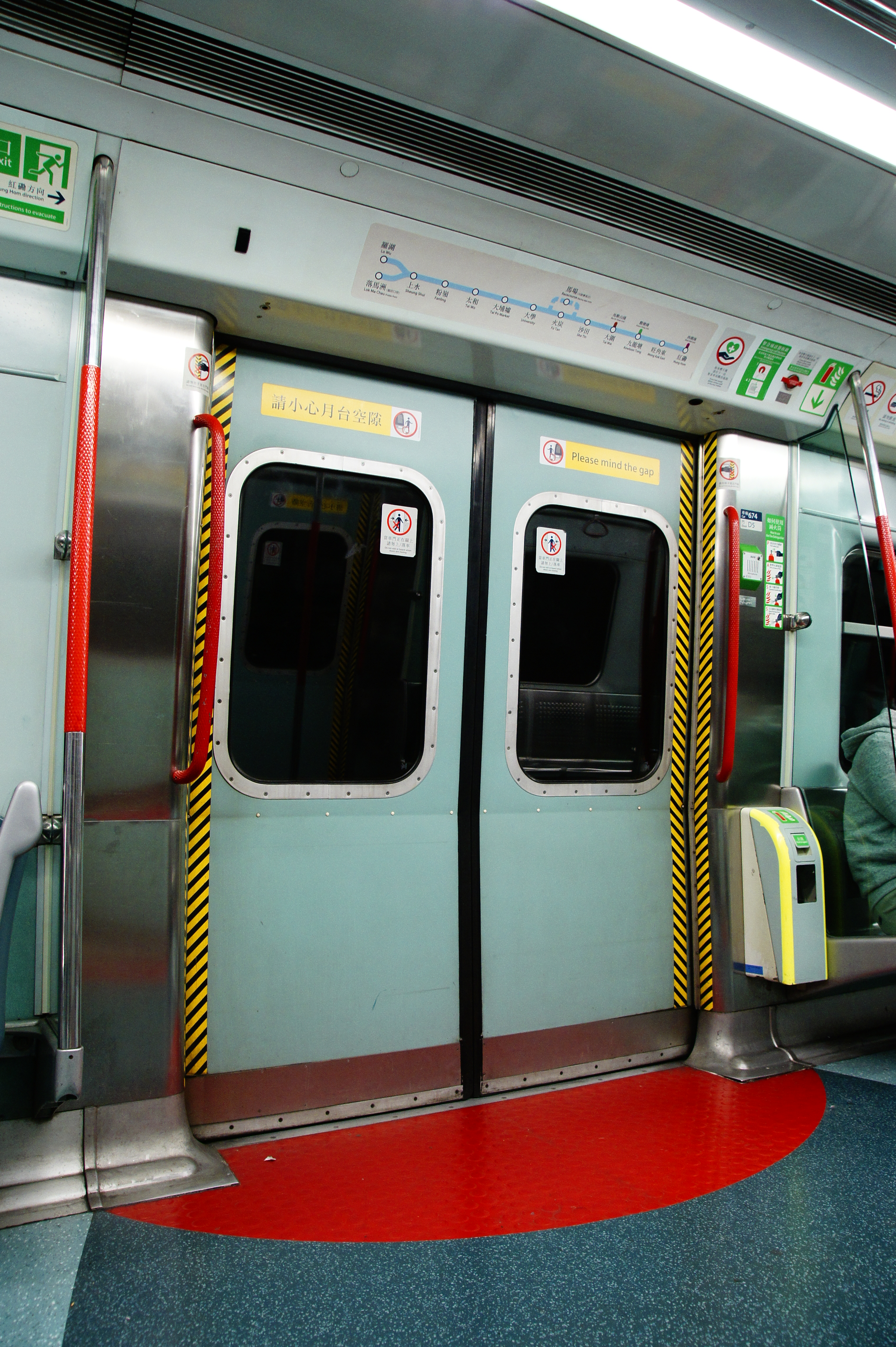
列車車門不設手把
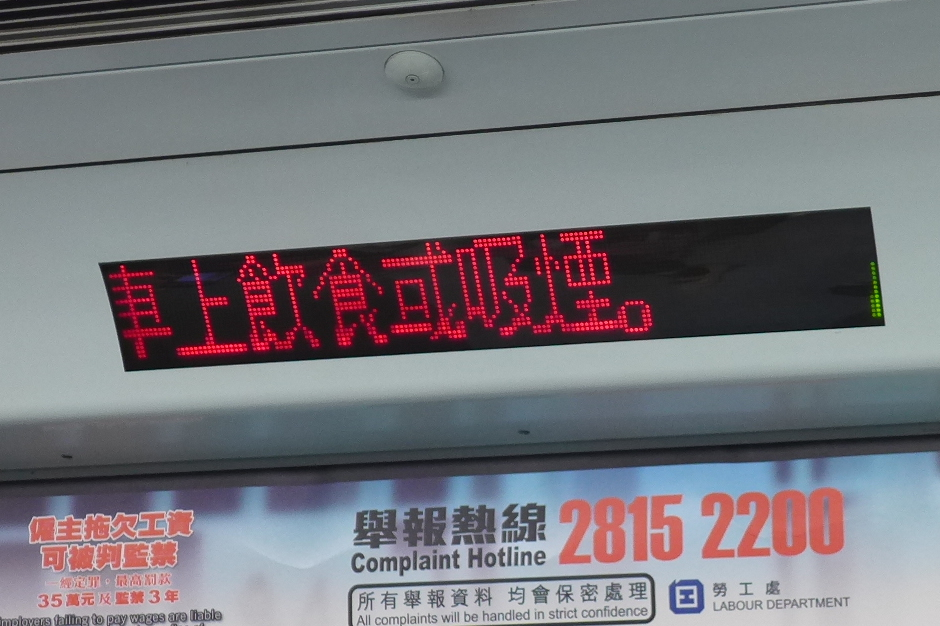
車廂內部的自動資訊顯示系統
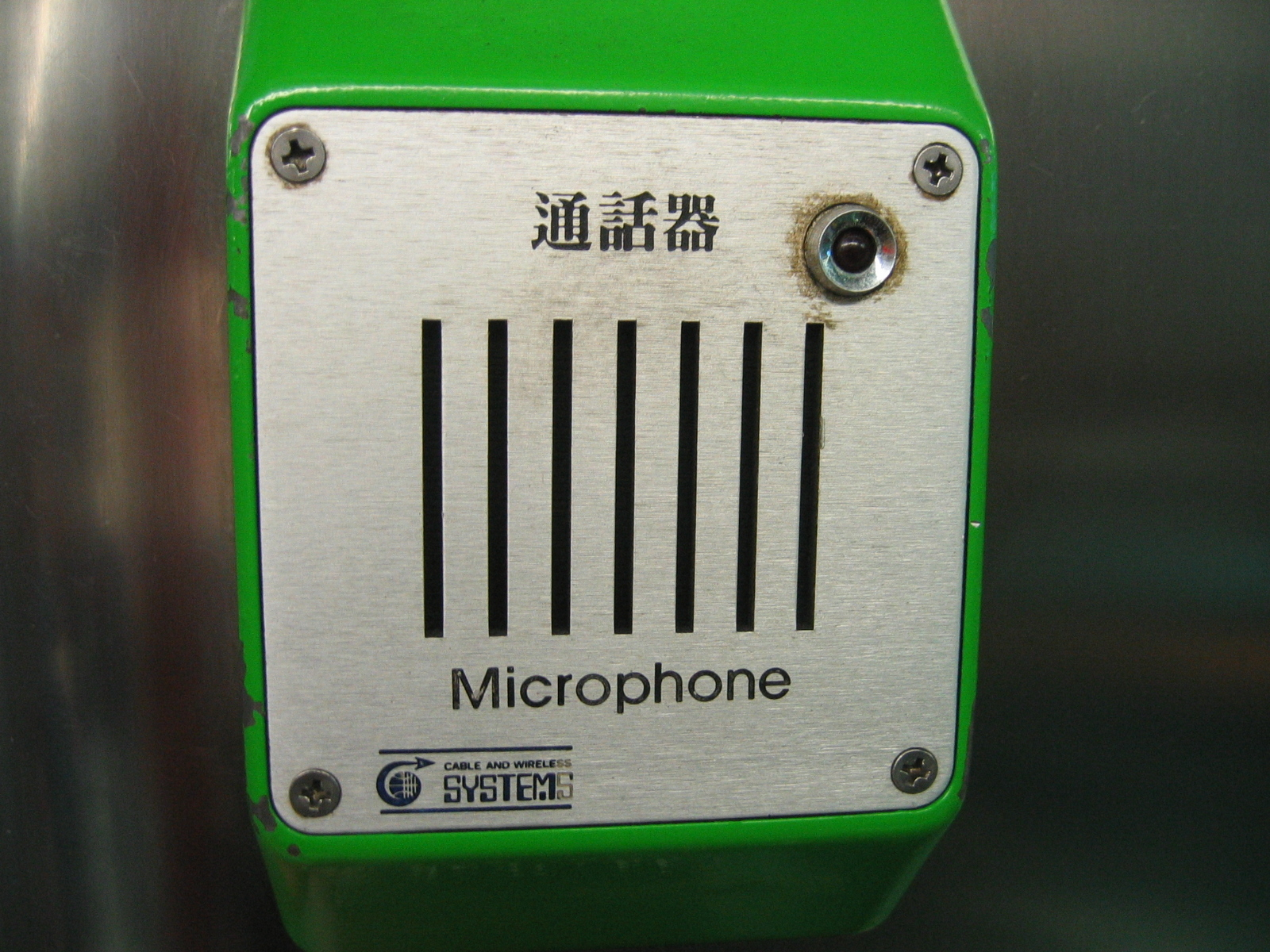
部分早期投入服務的車廂內部通話器，仍然保留大東電報局標誌

### 未翻新列車

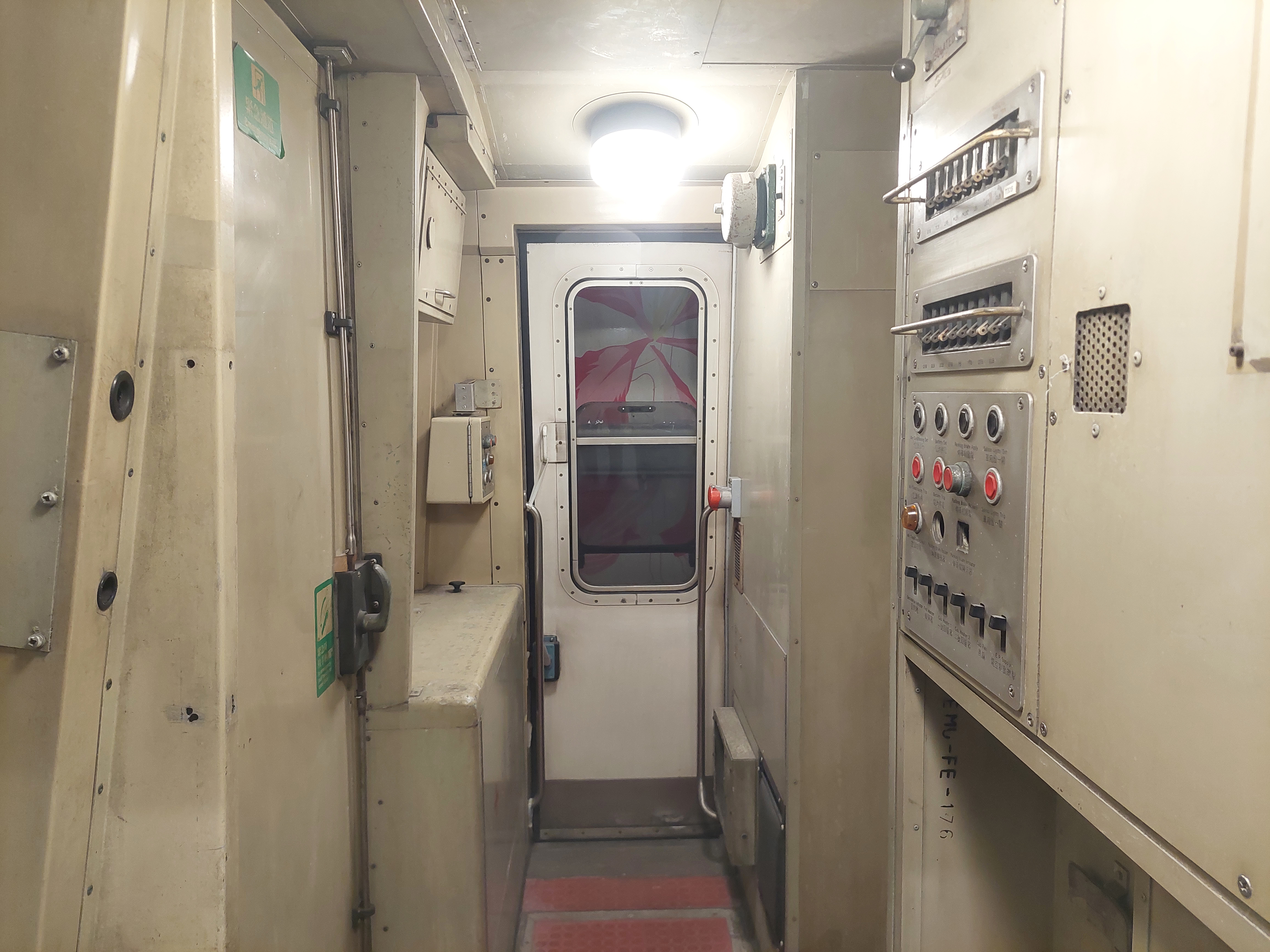
駕駛室
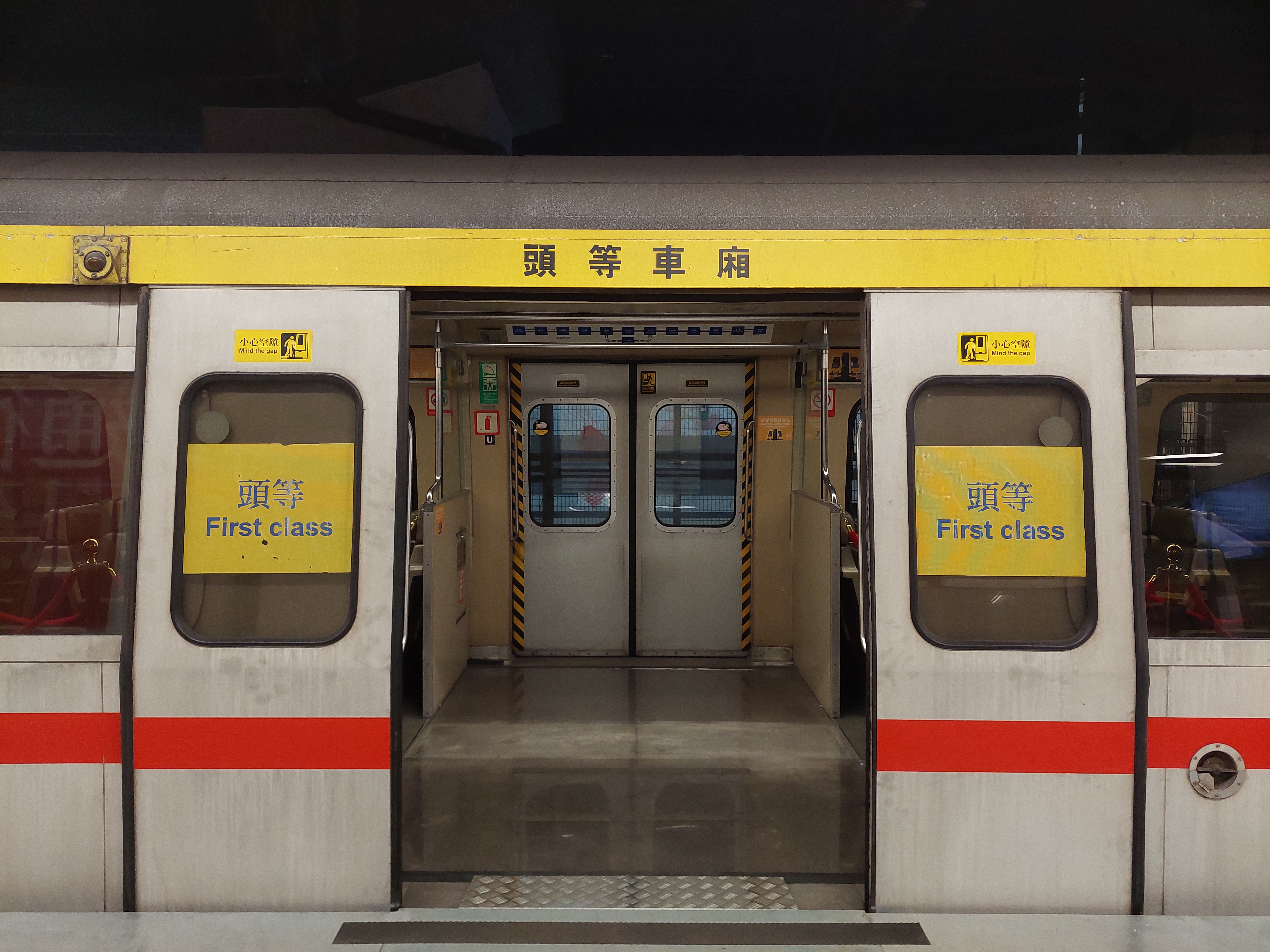
頭等車廂車門
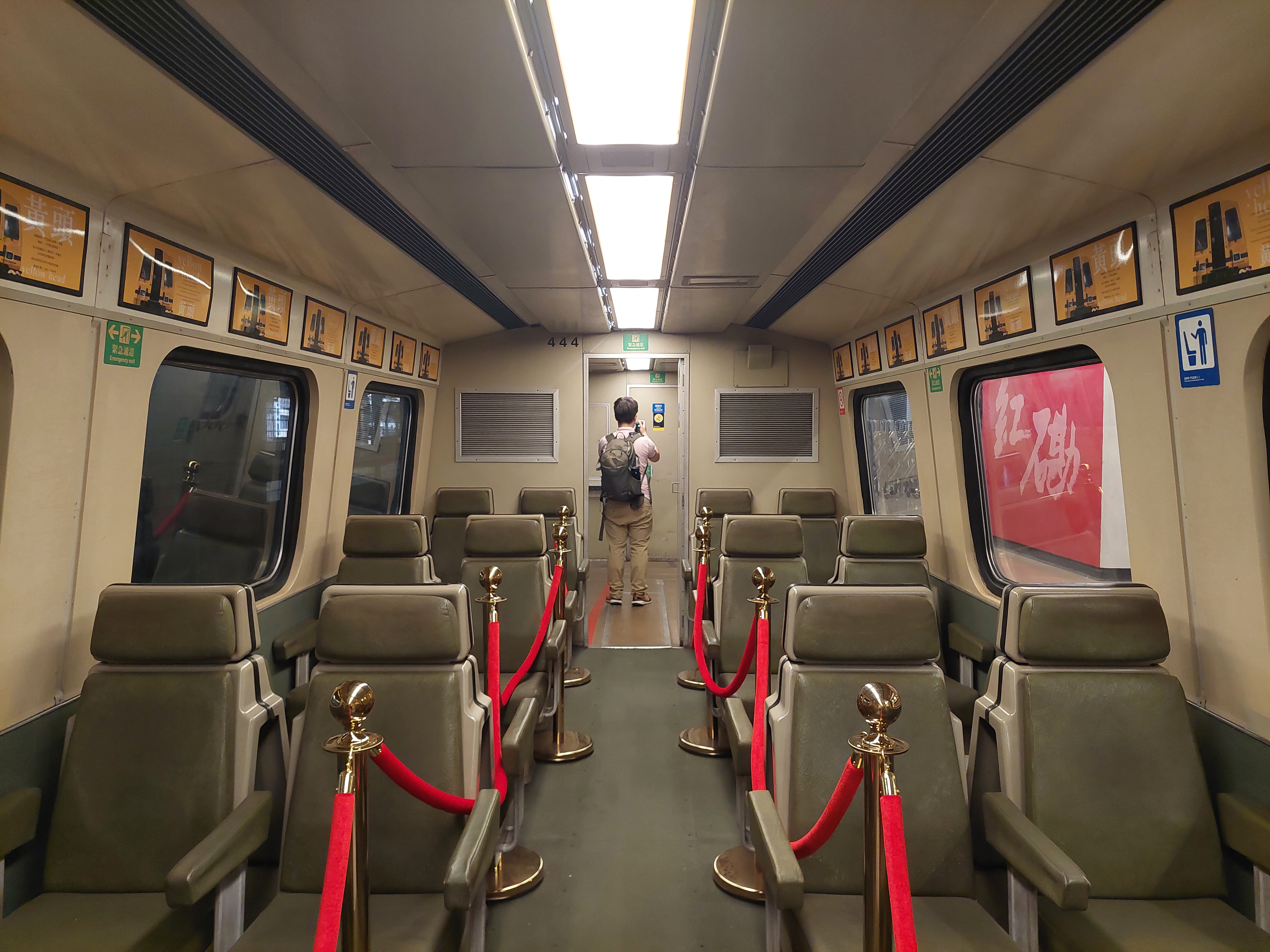
頭等車廂內部
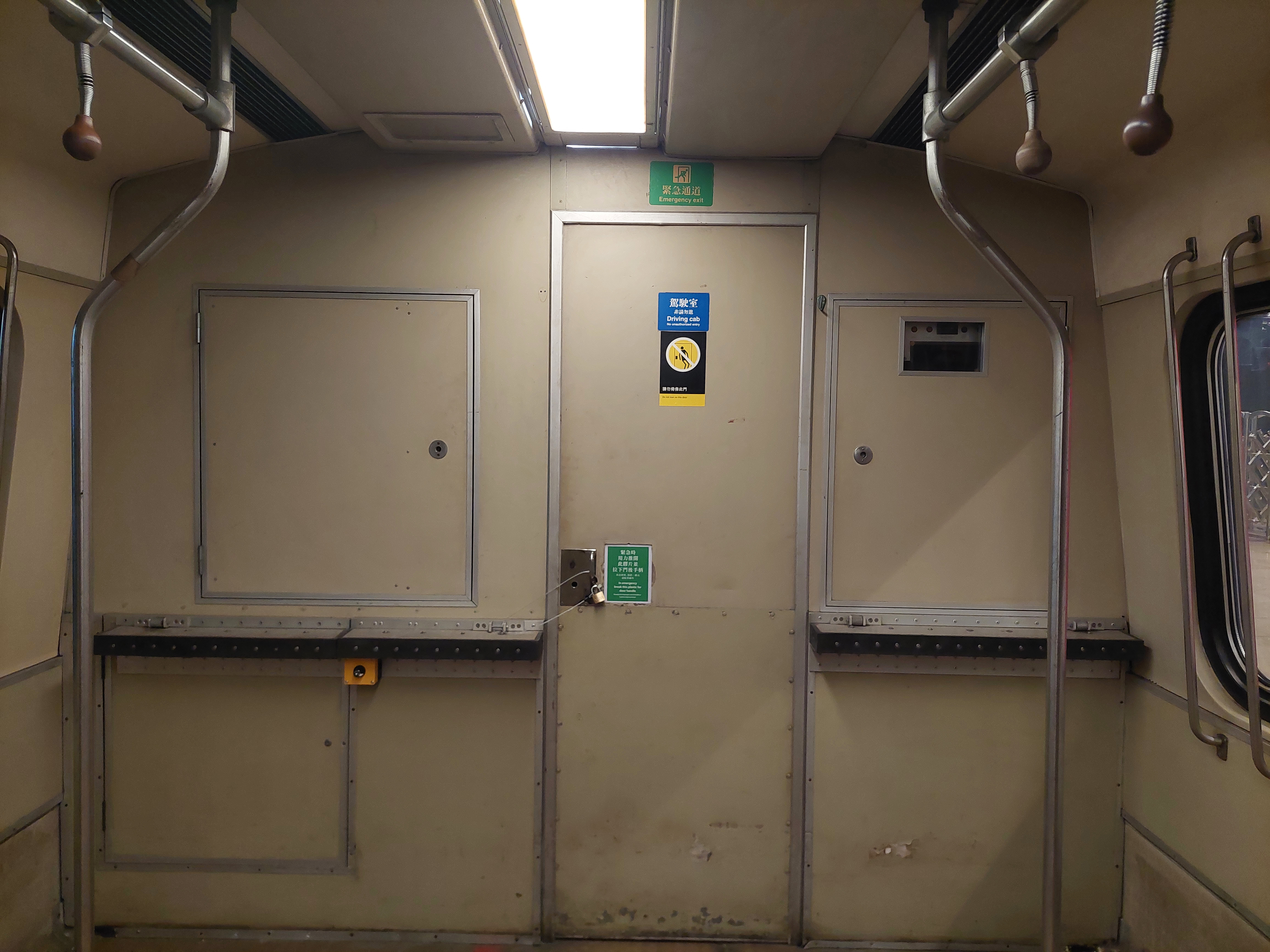
行李卡，位於頭等車廂前端
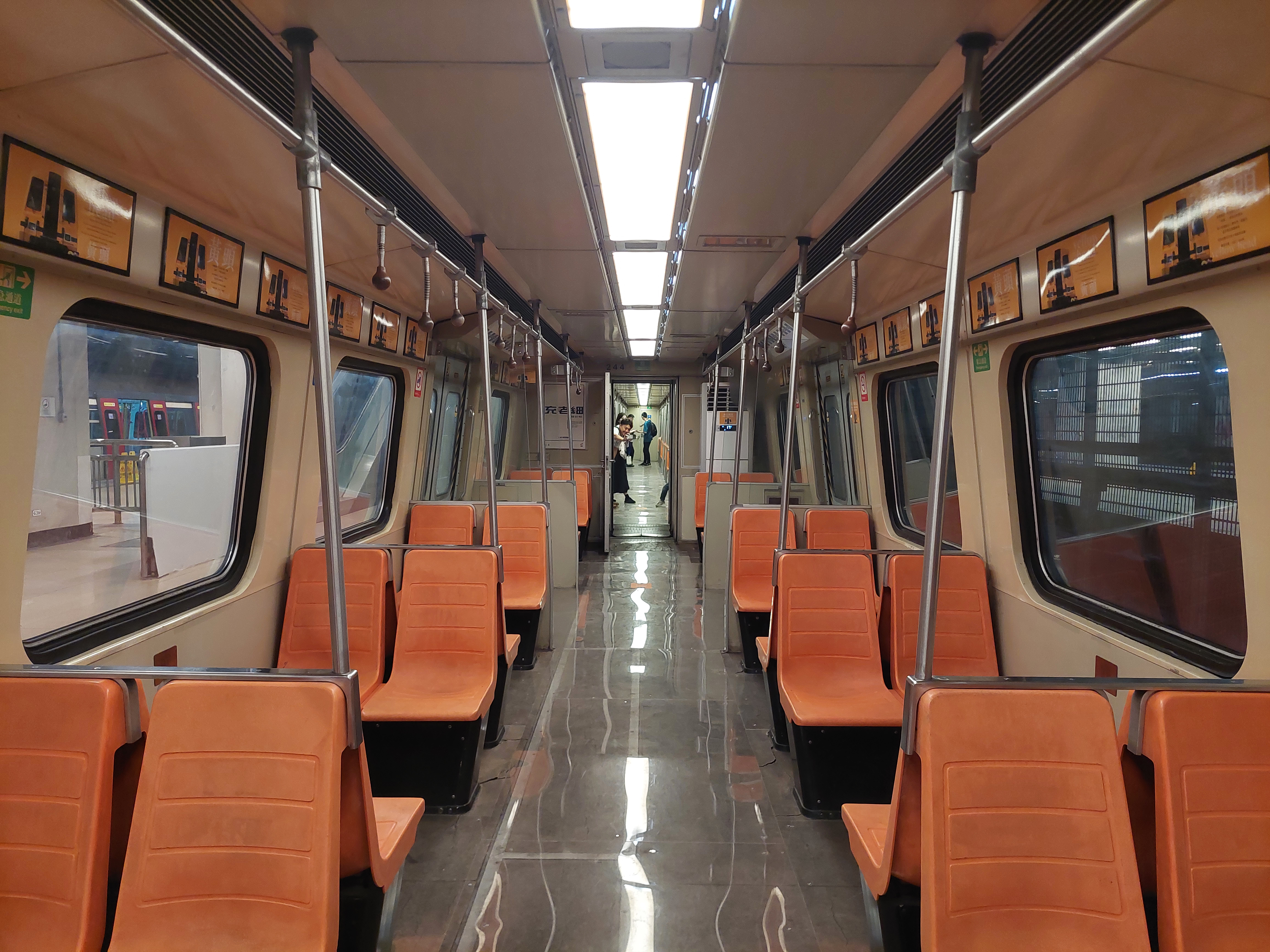
普通等車廂內部

## 外部連結
- MTR之今昔 （页面存档备份，存于）
- 香港鐵路網：香港鐵路：九鐵/港鐵 電氣化後的載客列車 九廣鐵路列車 (1982-1999) （页面存档备份，存于）
- 香港鐵路網：香港鐵路：九鐵/港鐵 電氣化後的載客列車 東鐵綫中期翻新列車 （页面存档备份，存于）
- 香港鐵路大典上的相关条目：港鐵中期翻新列車